# Lijst van producties van Stage Entertainment Nederland

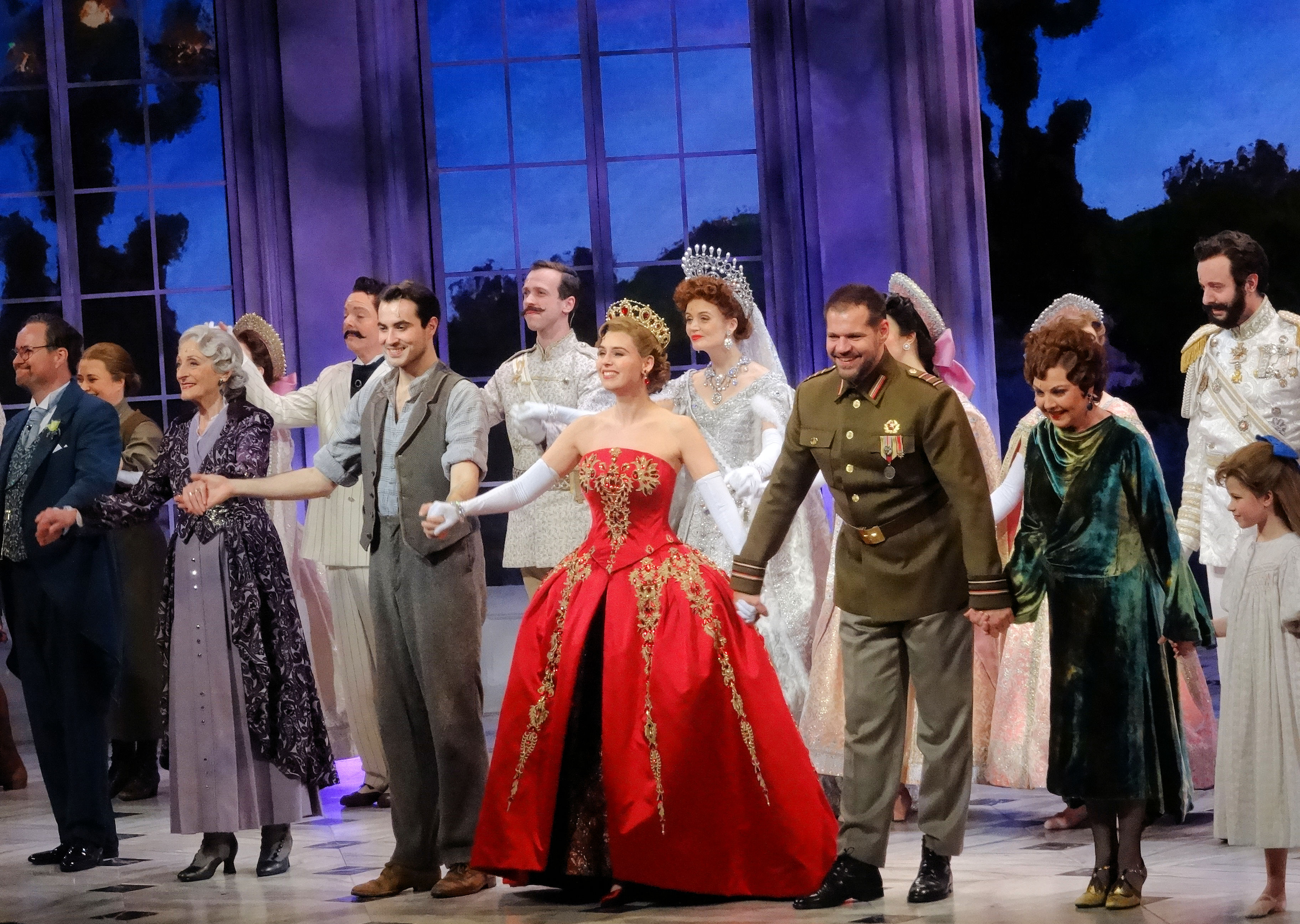
Anastasia (2019-2020)

Dit is een lijst van Nederlandse producties die geproduceerd zijn door Stage Entertainment Nederland en diens voorgangers onder de namen Joop van den Ende Theaterproducties en Stage Entertainment.
Dit overzicht toont een chronologische lijst van musicals, toneelstukken en overige theatershows.
Vanaf 1 januari 2015 zijn de bedrijven Stage Entertainment/Joop van den Ende Theaterproducties en Albert Verlinde Entertainment samengegaan en vanaf dat moment heet het bedrijf Stage Entertainment Nederland. Dit bedrijf is een onderdeel van Stage Entertainment International. 
De musical Sonneveld in DeLaMar is de eerste productie van dit fusiebedrijf.

## Producties

### Musicals en musicalshows
| Productie                                                                     | Première                                                           | Laatste voorstelling                                                                            | Rollen & uitvoerenden |
| ----------------------------------------------------------------------------- | ------------------------------------------------------------------ | ----------------------------------------------------------------------------------------------- | --- |
| Barnum                                                                        | 27 september 1988, Circustheater, Scheveningen                     | juni 1989                                                                                       | - Phineas Taylor Barnum: Mike Burstyn, Fred Butter - Jenny Lind: Jackie van Oppen, Margot Giselle - Chairy Barnum: Marloes van den Heuvel, Diana Coolen - Oscar Bailey, Goldschmidt & spreekstalmeester: Fred Butter, Cor Ririmasse - Mrs. Stratton: Margot Giselle - Joyce Heth & Blueszangeres: Lils Mackintosh - Tom Thumb: Rick Somsen - Amos Scudder: Stef Avezaath - Edgar Templeton: Richard Wiggers - Chester Lyman & acrobaat: Ad Oudijn - Mr. Stratton & Morrisey: Albert Verlinde - Wilton: Aldrico Felida - Clown: Gerrit Boorsma |
| Cabaret                                                                       | 17 september 1989, Koninklijk Theater Carré, Amsterdam             | 1990                                                                                            | - Sally Bowles: Alexandra van Marken, Karin van As - Master of Ceremonies (Emcee): Willem Nijholt, Corné du Crocq - Clifford Bradshaw: Theo Nijland, Edwin de Jongh - Fräulein Schneider: Lia Dorana, Irene Kuiper - Herr Schultz: Guus Verstraete sr., Ger Smit - Ernst Ludwig: Erik Burke, Albert van Nierop - Fräulein Kost: Irene Kuiper, Joni Scholten - Douanier/ Max: Ger Smit, Pieter Scholten |
| Sweet Charity                                                                 | 1 november 1989, Luxor Theater, Rotterdam                          | 1991                                                                                            | - Charity Hope Valentine: Simone Kleinsma - Oscar Lindquist: Fred Butter - Vittorio Vidal: Hans van der Gragt - Nickie: Diana Coolen - Herman: Erik Milo, Rob van de Meeberg - Hélène: Carol Timmermans - Ursula: Jacqueline Aronson |
| Les Misérables                                                                | 28 februari 1991, Koninklijk Theater Carré, Amsterdam              | 24 mei 1992, Circus Theater, Scheveningen                                                       | - Jean Valjean: Henk Poort, Ronald Beerepoot, Robert Valter - Javert: Ernst Daniël Smid, Peter De Smet, Bas Groenenberg, Alberto ter Doest - Enjolras: Bill van Dijk, Uwe Kröger, Rik Luycx, Alberto ter Doest - Marius Pontmercy: Danny de Munk, Dennis Kivit, Rolf Koster, Edwin de Jongh - Fantine: Pia Douwes, Betty Vermeulen, Maya Hakvoort, Lizzy Haslinghuis - Cosette Fauchelevant: Joke de Kruijf, Margot Giselle, Marika Lansen, Delia Mayer - Eponine Thénardier: Vera Mann, Marika Lansen, Marjolein Spijkers, Wilma Bakker, Edith Taal - Monsieur Thénardier: Paul de Leeuw, Door Van Boeckel, Bert Luttjeboer, Arthur Schlemper, Erik Milo, Filip Bolluyt - Madame Thénardier: Simone Kleinsma, Irene Kuiper, Doris Baaten, Betty Vermeulen - Gavroche: wisselende bezetting waaronder Oren Schrijver, Roon Staal, Marjolein Spijkers, Wilma Bakker - Bisschop van Digne/ Legles/ ensemble: Bert Luttjeboer, Alberto ter Doest - Montparnasse/ ensemble: Stanley Burleson, Uwe Kröger - Grantaire/ ensemble: Peter De Smet, Arthur Schlemper, Filip Bolluyt, Thomas Hurter - Bamatois/ ensemble: Peter De Smet, Stanley Burleson, Rik Luycx |
| Funny Girl                                                                    | 4 oktober 1991, Stadsschouwburg, Utrecht                           | zomer 1992                                                                                      | - Fanny Brice: Simone Kleinsma - Nick Arnstein: Hans van der Gragt - Eddie Ryan: Joep Onderdelinden - Florenz Ziegfeld: Dolf de Vries - Mevrouw Brice: Joss Flühr - Mevrouw Strakosh: Aafke van der Mey - Emma: Monique Smal - Mevrouw O'Malley: Nienke Sikkema - Mevrouw Meeker: Elizabeth Loot-Verlee - Tom Keeney: Adriaan Adriaanse - Renaldi: Ferdinand Biesheuvel - Mimsey/ Showgirl/ Cathy/ ensemble: Frédérique Sluyterman van Loo - Adolf/ ensemble: Duncan Anepool - Maude/ Mevrouw Winston/ Vera/ Echo/ ensemble: Xandra van Saarloos - Jenny/ Mevrouw Nadler/ ensemble: Jolanda Germain - Showgirl/ Betty/ ensemble: Jolanda Germain |
| Tsjechov alleen producent van het 2e seizoen: 1992/1993                       | 27 september 1991, Stadsschouwburg, Amsterdam                      | 1993                                                                                            | - Anton Tsjechov: Boudewijn de Groot - Maxim Gorki: Jan Elbertse, Victor van Swaay - Lika: Ryan van den Akker, Caroline Beukman - Olga: Lenette van Dongen - Masja: Ine Kuhr - Potapenko: Victor van Swaay, Hans van Gelder, Marcel de Groot - Dienstmeisje: Nicole Berendsen - Tolstoj & Soevorin: Johan Ooms - Petja: Armand Pol - Stanislavski & Censor: Frans Spek |
| Cyrano - de musical                                                           | 17 december 1992, Stadsschouwburg, Amsterdam                       | 1994                                                                                            | - Cyrano: Bill van Dijk, Edwin de Jongh - Roxane: Ryan van den Akker, Janine Vos, Lizzy Haslinghuis - Christian: Danny de Munk, Rolf Koster, Richard Remmerswaal, Gerardo Jak - Le Bret: Edwin de Jongh, Rolf Koster, Rik Luycx, Arnold Le Belle - De Guiche: Peter De Smet, Leon van Leeuwenberg, Kenneth Weekenstroo, Armand Pol - Ragueneau: Max van Weegberg, Robert Valter, Albert Kamphuis, Dick Cohen - Valvert: Rik Luijcx, Paul Vaes, Dick Cohen - Montfleury: Robert Valter, Hans Musman, Marcel Smid - eerste Précieuse/Moeder Overste: Inez Timmer, Betty Vermeulen, Irma Lohman, Sasja Brouwers - Kapitein: Marcel Smid, Robert Valter |
| The Phantom of the Opera                                                      | 15 augustus 1993, Circus Theater, Scheveningen                     | 3 augustus 1996, Circus Theater, Scheveningen                                                   | - Phantom: Henk Poort, Ben Cramer, Hans Peter Janssens, Martin van Os - Christine Daaé: Joke de Kruijf, Els Bongers, Maaike Widdershoven, Marika Lansen - Raoul, Vicomte de Chagny: Peter de Smet, Hans Peter Janssens, Mario van Dulmen, Jeroen Phaff, Alberto ter Doest - Madame Giry: Margaret Roest, Margot Giselle, Inez Timmer, Barbara van Lint - Meg Giry: Natascha Knight, Allison Spalding, Vita Lie-A-Fo - Monsieur André: Peter Bording, Stan Lambregts, Martin van Os, Sander Heutinck - Monsieur Firmin: Nico Schaap, Piet Korteknie, Marc Beelen, Robert Valter - Carlotta Giudicelli: Wiebke Göetjes, Vera van Oostmerssen, Daphne Druijf, Carolina Jaegers - Ubaldo Piangi: Adriaan van Limpt, Ramon Remedios, Martin van Os, Marc Hermans, Jan-Ate Stobbe |
| Sweeney Todd                                                                  | 13 oktober 1993, Luxor Theater, Rotterdam                          | mei 1994                                                                                        | - Sweeney Todd (Benjamin Barker): Ernst Daniël Smid - Nellie Lovett: Simone Kleinsma - Johanne Barker: Petra Berger - Anthony Hope: Bas Groenenberg - Tobias Ragg: Rolf Koster - Bedelares: Doris Baaten - rechter Turpin: Jimmy Hutchinson - Bode Bamford: Wil van der Meer |
| My Fair Lady                                                                  | 4 oktober 1994, Staddsschouwburg, Utrecht                          | 18 februari 1996, Koninklijk Theater Carré, Amsterdam                                           | - Eliza Doolittle: Vera Mann, Ryan van den Akker, Doris Baaten, Ineke van Klinken - Alfred P. Doolittle: Piet Bambergen, Hans Boskamp, James Hutchinson - Professor Henry Higgins: Paul van Vliet, Huib Rooymans - Kolonel Pickering: Huib Rooymans, Pieter Ruigrok, Albert Kamphuis - Freddy Eynsford-Hill: Bas Groenenberg, Paul Vaes, Marc Olboeter Verhoeven - Mevrouw Higgins: Trees van der Donck, Ine Kuhr - Juffrouw Pearce: Ine Kuhr, Anita Rol, Yolanda Germain |
| Evita                                                                         | 10 oktober 1995, Chassé Theater, Breda                             | Begin 1997                                                                                      | - Evita Péron-Duarte: Pia Douwes, Doris Baaten, Brigitte Nijman, Janine Vos - Ché Guevara: Bill van Dijk, Tony Neef, Frans Limburg - Juan Péron: Jeroen Phaff, Ben Cramer, Hans Cassa, Pieter Ruigrok van der Werve - Augustin Magaldi: Frans Limburg, Benno Hoogveld, Paul Erkamp, Michael Diederich - Maîtresse: Marleen van der Loo, Meike Staring |
| West Side Story                                                               | 8 september 1996, Koninklijk Theater Carré, Amsterdam              | 29 maart 1998, Koninklijk Theater Carré, Amsterdam                                              | - Maria: Maaike Widdershoven, Nicole Wijnen, Sigrid van Coillie - Tony: Addo Kruizinga, Raymond Kurvers - Anita: Hilde Norga, Lindi Dhlomo, Chaira Borderslee, Joyce Stevens, Fjorela Garcia - Bernardo: Perry Dossett, Etienne Sybesma, Russel d'Antonia - Riff: Daan Wijnands, Marcel Vogelaar, Joost de Jong, Mischa Hendriksen - Doc: Freek van Muiswinkel, Adriaan Adriaanse - Wijkagent Krupke: Adriaan Adriaanse, Herman Fluitman, Raymond Kurvers, Richard Rodermond - Inspecteur Shrank & Gladhand: Tim Meeuws, Adriaan Adriaansen, Herman Fluitman - Big Deal: Duncan Anepool, Jeroen Mosselman - Arab: Mischa Hendriksen, Jaap van 't Hoff - Snowboy: Joost de Jong, Brian Neubauer - Graziella: Anouk van Nes, Gwen Langenberg, Jacqueline Hopman - Pepe: Etienne Sybesma, Raymond Anthony Guzman - Franscesca: Lindi Dhlomo, Jaqueline Bernard - Rosalia: Joyce Stevens, Chaira Borderslee - Action: Marcel Vogelaar - Consuela: Sabrina Tiebosch - Susan: Pauline du Bois, Lolkje Smilda - Joanne: Tanja de Nijs, Christel van der Gun - Velma: Sigrid van Coillie, Jacqueline Hopman - Tiger: Steffen van der Kolk - Baby John: Jeroen Luiten, Bart Sluis, Steffen van der Kolk - Carole: Isabella Massé - Diesel: Richard Rodermond - Anybodys: Kirsten Walraad, Margherita Huisman - Rocco: Russel d'Antonia - Juan: Dheeraj Asarfi - Emauela: Marcella Dijjers - Indio: Raymond Koning, Martin Zinhagel - Chino: Manuel Mönnich, Rogier Komproe, Dheeraj Asarfi, Pepijn Roelofs - Loco: Donals Streeter - Carmencita: Jolanda van Zaalen |
| Miss Saigon                                                                   | 24 november 1996, Circus Theater, Scheveningen                     | 4 juli 1999, Circus Theater, Scheveningen                                                       | - Kim: Linda Wagenmakers, Casey Francisco, Cystine Carreon, Tricia S. Canilao - Christopher Scott (Chris): Tony Neef, Paul Vaes, Ger Otte, Gert-Jan Heuvelmans, Ron Barents - De Regelaar: Willem Nijholt, Frans van Deursen, Bill van Dijk, Wim Van Den Driessche, Henk Dikmoet, Lorenz Martinez - John: Stanley Burleson, Marc Dollevoet, Matthew Dickens, Paul Donkers, René van Kooten, Jerrel Houtsnee - Ellen: Ellen Evers, Lottie Hellingman, Claudia de Graaf, Céline Purcell, Cystine Carreon, Nurlaila Karim, Saskia Raaijmakers, Patricia Manahan - Thuy: Charles Azulay, Arvin Quirante, Kok-Wha Lie, Angelo Paragoso, Noel Driz, Pehton Quirante - Gigi: Imelda de los Reyes, Nurlaila Karim, Cystine Carreon, Chaira Borderslee, Meilanne Lancion, Cyrille Carreon - Tam: wisselende bezetting |
| Joe                                                                           | 31 augustus 1997, Koninklijk Theater Carré, Amsterdam              | Eind maart 1998, Congrescentrum, Den Haag                                                       | - Joe Sandidge: Stanley Burleson, Jan Goossens - Dorinda Durstan: Vera Mann, Maaike Schuurmans - Verbindingsofficier: Mathilde Santing, Denise Jannah - Ted Randall: Rolf Koster, Ger Otte - Katie Johnson: Simone Kleinsma, Lucie de Lange - Al Yackey: Wil van der Meer, Michael Diederich |
| De Jantjes                                                                    | 26 september 1997, Stadsschouwburg, Amsterdam                      | 14 juni 1998, Koninklijk Theater Carré, Amsterdam                                               | - Blonde Greet: Mariska van Kolck - Toffe Jans: Ryan van den Akker, Annick Boer - Schele Manus: Danny de Munk, Arnold Le Belle - Dolle Dries: Bart Oomen - Blauwe Toon: René Vernout - Na Druppel: Carry Tefsen - De Mop: Peter Faber - Mooie Leendert: John Kraaijkamp jr., Marc Krone - Bleke Doortje: Leontien Ruiters, Inge Ipenburg, Annick Boer - Tante Pietje: Rick Nicolet - Moeder Betje: Ella Snoep |
| Nilsson                                                                       | 23 februari 1998, Het Werkteater, Amsterdam                        | 29 april 1998, Het Werkteater, Amsterdam                                                        | - Harry Nilsson: Bill van Dijk - John Lennon: Jim de Groot - Diane & Joy: Lottie Hellingman - Una: Marjolein Keuning |
| The Dancing Queens                                                            | 6 juli 1998, Het Werkteater, Amsterdam                             | 1999, ShowBizCity, Aalsmeer                                                                     | - Inga (Frida): Laura Vlasblom, Pauline du Bois - Annika (Agnetha): Brigitte Nijman, Lone van Roosendaal - Per (Benny): Michael Diederich, Edwin de Jongh - Olle (Björn): Edwin de Jongh, Rolf Koster |
| Anatevka                                                                      | 23 september 1998, Koninklijk Theater Carré, Amsterdam             | 20 juni 1999, Stadsschouwburg, Utrecht                                                          | - Tevye: Henk Poort, Steph Breukel - Golde: Bea Meulman, Heddy Lester - Yente: Carry Tefsen, Marika Lansen - Hodel: Maaike Widdershoven, Ineke van Klinken - Tzeitel: Anne-Mieke Ruyten, Ineke van Klinken - Chava: Smadar Monsinos, Karin Levin - Leiser Wolf: Jules Croiset, Steph Breukel - Mottel: Dick Cohen, Michel Sorbach - Perchik: Bart Oomen, Stan Lambregts - Fyedka: Jochem Feste Roozemond, Stephan Hendrikse |
| Blood Brothers                                                                | 22 december 1998, Luxor Theater, Rotterdam                         | 26 juni 1999, Stadsschouwburg, Eindhoven                                                        | - Mickey: Danny de Munk - Eddie: Frank Rigter - Mevrouw Jonkers: Joke Bruijs, Angela Groothuizen, Doris Baaten - Mevrouw van Leeuwen: Annette Nijder - Meneer van Leeuwen: Edwin de Jongh - Linda: Lottie Hellingman - Sammy: Dennis van de Klundert - Verteller: Tim Meeuws, Paul Kribbe |
| Chicago                                                                       | 9 mei 1999, Beatrix Theater, Utrecht                               | 28 januari 2001, Beatrix Theater, Utrecht                                                       | - Roxie Hart: Simone Kleinsma, Ellen Evers, Jacqueline Aronson - Velma Kelly: Pia Douwes, Sophia Wezer, Marie-Josee Joore, Brigitte Derks - Billy Flinn: Stanley Burleson, Tony Neef, Danny Rook, Ernest Piet - Mamma Morton: Marjolijn Touw, Jenny Arean, Frédérique Sluyterman van Loo, Jacqueline Aronson - Amos Hart: Serge-Henri Valcke, Jan Goossens, Paul Vaes, Mischa Hendriksen - Mary Sunshine: Peter Rombouts, Michael Diederich, Robbert Besselaar, Richard Janssen |
| Oliver!                                                                       | 19 september 1999, Koninklijk Theater Carré, Amsterdam             | 2000                                                                                            | - Oliver: wisselende bezetting waaronder Mink Verbaan, Willem Voogd, Sjoerd Warmerdam - Fagin: Willem Nijholt, Arjan Ederveen - Nancy: Mariska van Kolck, Casey Francisco - Bill Sikes: Bart Oomen, Jacob Jan de Graaf - Meneer Bumble: Bert Simhoffer, Dick Schaar - Meneer Brownlow: Tom van Beek, Piet Korteknie - Meneer Sowerberry: Michel Sorbach, Geert Jacobs - Mevrouw Sowerberry & Old Sally: Marika Lansen, Simone van Gog - Weduwe Corney: Marjolein Sligte, Saskia Kikkert - Mevrouw Bedwin: Aafke van der Mey, Monique Aalbers - Noah Clypole: Dimitri Verhoeven, Norman van Huut, Marcel Visscher - Charlotte: Debby Boekema, Wieneke Remmers - Dr Grimwig: Dick Schaar, Piet Korteknie |
| Fame- de musical                                                              | 3 oktober 1999, Schouwburg, Tilburg                                | 16 juli 2000, Beatrix Theater, Utrecht                                                          | - Ms. Esther Sherman: Joanne Telesford, Chaira Borderslee - Ms. Maggie Bell: Betty Vermeulen, Jackie van Oppen, Yolanda Germain - Mr. Seinkoph: Kees van Lier, Jim Berghout - Nick Piazza: Albert Klein Kranenburg, Richard Rodermond - Serena Katz: Eva Poppink, Cystine Carreon - Mabel Washington: Smadar Monsinos, Chaira Borderslee - Carmen Diaz: Nurlaila Karim, Cystine Carreon, Chaira Borderslee - Tyrone Jackson: Gino Emnes, Richard Rodermond, Deniz Kumas - Joe Vegas: Jim de Groot, Johan van Zon, Jerrel Houtsnee - David Metzenbaum: Tom van den Broeck, Johan van Zon, Joost de Jong - Priscilla Kelly: Samantha Stegeman, Jacqueline van der Pol - Grace Lamb / Guy Lamb: Yolanda Germain / Richard Rodermond - Mika Larue: Cystine Carreon - Niki Larue: Cyrille Carreon |
| Elisabeth                                                                     | 21 november 1999, Circus Theater, Scheveningen                     | 22 juli 2001, Circus Theater, Scheveningen                                                      | - Elisabeth: Pia Douwes, Maaike Widdershoven, Ryan van den Akker, Marleen van der Loo - De Dood: Stanley Burleson, Addo Kruizinga, René van Kooten - Franz Joseph: Jeroen Phaff, Paul Vaes, Benno Hoogveld, Rolf van Rijsbergen - Luigi Lucheni: Wim Van Den Driessche, Ton Peeters, Antonie Kamerling, Danny de Munk, Derek Blok - Aartshertogin Sophie: Doris Baaten, Annette Nijder, Margot Giselle, Eilhlin ten Hoopen - Rudolf: Addo Kruizinga, Jurgen Stein, Jeroen Aarts, Ron Barents - Kleine Rudolf: wisselende bezetting waaronder Levi van Kempen, Roy van Iersel, Jon Karthaus en Job Bovelander - Hertog Max: Nico Schaap, Timo Bakker - Hertogin Ludovika: Margot Giselle - Frau Wolf: Nicole Hermans - Gravin Estherházy: Marleen van der Loo, Madeleine Sie |
| Tango de Valentino                                                            | 23 juni 2000, Rozentheater, Amsterdam                              | 12 augustus 2000, Rozentheater, Amsterdam                                                       | - Rudolph Valentino: Stephen Stephanou - De Vrouw: Joke de Kruijf - De Man: Perry Dosset |
| 42nd Street                                                                   | 17 september 2000, Koninklijk Theater Carré, Amsterdam             | 25 augustus 2001, RAI Theater, Amsterdam                                                        | - Peggy Sawyer: Angela Schijf, Chantal Janzen, Wendy August - Dorothy Brock: Mariska van Kolck, Frédérique Sluyterman van Loo - Julian Marsh: Bart Oomen, Hugo Haenen - Pat Denning: Hugo Haenen, Vastert van Aardenne, Norman van Huut - Billy Lawlor: Rein Kolpa, Dennis van de Klundert, Norman van Huut - Maggie Jones: Gerrie van der Klei, Frédérique Sluyterman van Loo, Melise de Winter - Abner Dillon: Dick Schaar, Dick Rienstra, André de Jong - Bert Berry: Jimmy Hutchinson, André de Jong - Andy Lee: Jerrel Houtsnee, Jeroen Luiten - Ann Reilly (Annie Graaggedaan): Anouk van Nes, Nicole van Gent |
| Rent                                                                          | 3 oktober 2000, Stadsschouwburg, Amsterdam                         | 20 mei 2001, Koninklijk Theater Carré, Amsterdam                                                | - Roger Davis: Jim de Groot, Tino Bos - Benjamin Coffin III: Gino Emnes - Joanne Jefferson: Casey Francisco, Karina Mertens - Tom Collins: Edwin Jonker, Stephen Stephanou - Mimi Marquez: Nurlaila Karim, Cyrille van Hoof - Mark Cohen: Tom van Landuyt, Jurgen Stein - Angel Dumott Schunard: Stefan Swinkels, Kok-Hwa Lie - Maureen Johnson: Ellis van Laarhoven, Saskia Kikkert |
| Boyband (in samenwerking met Melody Musical Productions)                      | 3 december 2000, De Meervaart, Amsterdam                           | 2001                                                                                            | - Danny: Duncan Anepool - Matt: Ivo Chundro - Sean: Charly Luske - Adam: Richard Rodermond - Jay: Axel de Graaf - Rich: Marijn Brouwers - Mandy: Tanja Jess, Corine Boon - Wayland: Johnny Kraaijkamp - Robert: Paul Groot |
| Rex                                                                           | 14 juni 2001, Nieuwe De La Mar Theater, Amsterdam                  | 2002                                                                                            | - Joke Kerstens: Maaike Widdershoven, Ryan van den Akker - Rex Nieuwenhuis: Rob Pelzer - Laurens de Groot: Wim Van Den Driessche - Corina van Beveren: Doris Baaten - Pol van Beveren: Frans van Deursen, Joep Dorren, Marc Krone - Andrea de Groot: Betty Vermeulen |
| Musicals in Concert                                                           | 22 februari 2001, Koninklijk Theater Carré, Amsterdam              | 2002                                                                                            | Solisten: Simone Kleinsma, Henk Poort, Danny de Munk/ Rolf Koster en Claudia de Graaf/ Esther Pierweijer. Gast: Stanley Burleson |
| Saturday Night Fever                                                          | 24 juni 2001, Beatrix Theater, Utrecht                             | 23 februari 2003, Beatrix Theater, Utrecht                                                      | - Tony Manero: Joost de Jong, Charly Luske, Richard Rodermond, Barry Meijer, Stefan Swinkels, Roy Kullick - Stephanie Mangano: Chantal Janzen, Laurie van Iersel, Tanja de Nijs, Joyce Stevens, Myrna van Kemenade, Marieke Hulst - Annette: Claudia de Graaf, Daphne Flint, Joyce Stevens, Wieke Wiersma, Marieke Hulst , Gemma Hauptmeijer - DJ Monty: Michael Diederich, Danny Rook, Tony Neef, Carlo Boszhard, Mischa Hendriksen, Heinz Stitzinger - Bobby C.: Duncan Anepool, Marcel Visscher, Richard Janssen - Frank Manero Sr.: Peter Hoeksema, Timon Moll - Flo Manero: Irene Kuiper, Ellen Röhrman, Esther Koenen - Frank Manero Jr.: Pim Veth, Arjan ten Broecke, Timon Moll - Linda Manero: Talita Angwarmasse, Anandi Felter, Sabrina Tiebosch, Priscilla G. Cornelius - Double J.: Mischa Hendriksen, Ferry de Graaf, , André de Jong - Gus: Stefan Swinkels, Richard Rodermond, Roy Kullick, Eugene Jans - Joey: Marcel Visscher, Marcel Vogelaar, Oren Schrijver, Eugene Jans - Fusco & Al: Hans Zuijdveld, Timon Moll, André de Jong - Jay Langhart & Becker: Timon Moll, Oren Schrijver |
| Titanic                                                                       | 23 september 2001, Koninklijk Theater Carré, Amsterdam             | 1 september 2002, RAI Theater, Amsterdam                                                        | - Frederick Barrett: Danny de Munk, Rolf Koster, Paul Donkers - J. Bruce Ismay: Hugo Haenen, Marc Krone, Jeroen van Delft - Thomas Andrews: Tony Neef, Robbert Besselaar - Harold Bride: Dick Cohen, Barend van Zon - Henry Etches: Jon van Eerd, Sander Bosman - Kapitein E.J. Smith: Bert Simhoffer, Bob van Tol, Timo Bakker - Wallace Hartley & Mr. Bell: Benno Hoogveld, Christophe Haddad, Sander Bosman - Bellboy: Rutger Bulsing, Rinze Wolters, Erwin Aarts - Ida Straus: Marloes van den Heuvel, Gea Gijsbertsen, Casey Francisco, Gina de Laat - Isidor Straus: Dick Schaar, Rolf van Rijsbergen - Kate McGowan: Céline Purcell, Janine Kitzen, Kristel Klaassen, Simone Escherisch - Jim Farrell: Hans Lemmen - Kate Mullins: Kristel Klaassen, Casey Francisco, Gina de Laat - Kate Murphey: Simone Escherisch, Saskia Schafer, Casey Francisco - Alice Beane: Annick Boer, Casey Francisco, Annemieke van der Ploeg, Gina de Laat - Edgar Beane: István Hitzelberger, Rob ten Haaf, Rolf van Rijsbergen - Madame Aubert: Casey Francisco, Sarah Verbruggen - John B. Thayer: Ron Barents, Rob ten Haaf - Marion Thayer: Annemieke van der Ploeg, Christa Hobo - Benjamin Guggenheim: Timo Bakker, Marcel Smid - Frederick Fleet: Barend van Zon, Ron Barents - John Jacob Astor: Jochem Feste Roozemond, Jorge Verkroost - Madeleine Astor: Mischa Verwoert - Charlotte Cardoza: Corine van Opstal, Suzanne Heyne |
| Aida                                                                          | 21 oktober 2001, Circus Theater, Scheveningen                      | 3 augustus 2003, Circus Theater, Scheveningen                                                   | - Aida: Chaira Borderslee, Carolina Dijkhuizen, Leona Philippo, Peggy Sandaal - Radames: Bastiaan Ragas, René van Kooten, Tino Bos, Ivo Chundro - Amneris: Antje Monteiro, Marleen van der Loo, Linda Hibma, Talita Angwarmasse - Zoser: Frans van Deursen, Ben Cramer, Jeroen Phaff, Joris A.T. de Beul - Mereb: Marlon David Henry, Ivo Chundro, Kok Hwa-Lie, Chris Tanamal, Job Vlaar - Nehebka: Peggy Sandaal, Delaney van der Pol, Talita Angwarmasse, Maja Egter van Wissekerke - Amonasro: Felix Burleson, Jack Monkau, Jimmy Geduld, Joop Leiwakabessy, Kevin Llewellyn - Farao: Ben Ramakers, Ben Cramer, René van Asten, Joris A.T. de Beul |
| A Chorus Line (in samenwerking met Melody Musical Productions)                | 14 november 2001, Goudse Schouwburg, Gouda                         | 20 april 2002, Koninklijk Theater Carré, Amsterdam                                              | - Zach: Wilbert Gieske - Larry: Fons van Kraaij, Peter van Dosselaer - Sheila Bryant: Anouk van Nes, Carolien Canters, Roeselien Wekker - Valerie Clark: Jacqueline Aronson, Regi Severins - Diana Morales: Cystine Carreon, Cyrille Carreon, Roeselien Wekker - Paul San Marco: Hein Gerrits, Axel de Graaf - Cassie Ferguson: Ellis van Laarhoven, Carolien Canters - Mark Anthony: Paul Boereboom, Axel de Graaf - Judy Turner: Carolien Canters, Roeselien Wekker, Regi Severins - Bebe Benzenheimer: Manon Novak - Richie Walters: Jerrel Houtsnee, Perry Dossett, Axel de Graaf - Kristine Evelyn Urich: Eva Roest, Regi Severins - Connie Wong: Hannah van Meurs, Cyrille Carreon - Mike Costa: Birger van Severen, Peter Stoelhorst - Don Kerr: Roy Kullick, Peter Stoelhorst - Maggie Winslow: Marieke van Hulst, Cyrille Carreon - Gregory (Greg) Gardener: Thomasj Vets, Peter van Dosselaer, Peter Stoelhorst - Bobby Mills: Hans van der Heijden, Peter van Dosselaer - Alan (Al) DeLuca: Job Vlaar, Axel de Graaf - Butch: Peter van Dosselaer - Vicki: Roeselien Wekker - Tricia: Cyrille Carreon - Roy: Axel de Graaf - Lois: Regi Severins - Frank: Peter Stoelhorst |
| Musicals in Ahoy' - All Star Musical Gala                                     | 20 juni 2002, Ahoy', Rotterdam                                     | 2002, Ahoy', Rotterdam                                                                          | Solisten: Simone Kleinsma, Stanley Burleson, Casey Francisco, Joke de Kruijf, Willem Nijholt, Linda Wagenmakers, Liesbeth List, Pia Douwes, Laura Vlasblom, Henk Poort, Mathilde Santing, Maaike Widdershoven, Bastiaan Ragas, Danny de Munk, Chantal Janzen, Chaira Borderslee, Ryan van den Akker, Tony Neef, Antje Monteiro, Bill van Dijk, Sophia Wezer, Ben Cramer, Mariska van Kolck, Joost de Jong, Tooske Ragas-Breugem, Brigitte Nijman, Addo Kruizinga, Ernst Daniël Smid, Perry Dossett, Esther Pierweijer. Gasten: Lee Towers & Karin Bloemen/ Carlo Boszhard. |
| The Sound of Music                                                            | 23 september 2002, Koninklijk Theater Carré, Amsterdam             | 9 januari 2004, Circus Theater, Scheveningen                                                    | - Maria Rainer: Maaike Widdershoven, Annemieke van der Veer - Kapitein Georg von Trapp: Hugo Haenen, Herman Boerman - Liesl von Trapp: Céline Purcell, Nathalie Haneveld, Simone Escherich - Max Detweiler: Dick Cohen, Mark van der Laan - Elsa Schräder: Anne-Mieke Ruyten, Corine van Opstal - Rolf Grüber: Jurgen Stein, Jasper Kerkhof, Jeroen Aarts - Moeder Overste: Esther Been, Marjan Boonen - Franz, de butler/ ensemble: Herman Boerman, Toine Paauwe - Mevrouw Schmidt/ ensemble: Marjan Boonen, Désirée Moerdijk - Zuster Margaretha/ ensemble: Annemieke van der Veer, Kristel Klaasen - Zuster Virgilinde/ ensemble: Annelie Brinkhof, Merle Ritz - Zuster Sophia/ ensemble: Simone Escherich - Zuster Hubertina/ ensemble: Lisette de Groot - Zuster Franziska/ ensemble: Désirée Moerdijk - Zuster Berthe/ ensemble: Corine van Opstal - Postulante Agathe/ ensemble: Nathalie Haneveld - Postulante Eleonore/ Ursula/ ensemble: Suzanne de Heij - Postulante Rafaela/ ensemble: Kristel Klaasen - Postulante Johanna/ Mevrouw Zeller/ ensemble: Mischa Verwoert - Mijnheer Zeller / ensemble: Mark van der Laan - Baron Elberfeld / ensemble: Toine Paauwe, Harrie Huijs - Admiraal Von Schreiber/ ensemble: Erwin van Heusden - SS Officier/ ensemble: Jasper Kerkhof - Jurylid/ ensemble: Harrie Huijs - swings: Danielle Absil, Dorien Rozendaal, Eric van Vuurde |
| Copacabana (in samenwerking met Melody Musical Productions)                   | 27 oktober 2002, Goudse Schouwburg, Gouda                          | juni 2003, Pepsi Stage Theater, Amsterdam                                                       | - Stephen - Tony Forte: Danny de Munk, Axel de Graaf - Samantha - Lola Lamar: Cystine Carreon, Vanessa Timmermans - Rico Castelli: Edwin Jonker, Stephen Stephanou - Conchita Alvarez: Sophia Wezer, Sonja Silva, Roeselien Wekker - Gladys Murphy: Jacqueline Aronson, Lone van Roosendaal, Carolien Canters - Sam Silver: John Leddy, Herman van Baar |
| 3 Musketiers                                                                  | 30 maart 2003, Nieuwe Luxor Theater, Rotterdam                     | 4 januari 2004, Nieuwe Luxor Theater, Rotterdam                                                 | - d’Artagnan: Bastiaan Ragas, Joost de Jong - Constance: Tooske Breugem, Daphne Flint, Linda Hibma - Athos: Henk Poort, Paul Donkers, Peter Rijnbeek - Porthos: Cees Geel, Bart de Vries - Aramis: Rein Kolpa, Christophe Haddad, Marcel Visscher - Milady de Winter: Pia Douwes, Ellen Evers, Marleen van der Loo, Willemijn Verkaik - Kardinaal Richelieu: Stanley Burleson, Frank Hoelen, Peter Stassen - Koningin Anna: Ellen Evers, Marleen van der Loo, Casey Francisco, Willemijn Verkaik - Koning Lodewijk XIII & Spreekstalmeester: Christo van Klaveren, Marcel Visscher - Lord Buckingham & vader d’Artagnan: Bart de Vries, Eugène Jans - Rochefort & Kamerheer: Ids van der Krieke, Peter Rijnbeek - moeder d’Artagnan: Esther Koenen |
| Mamma Mia!                                                                    | 9 november 2003, Beatrix Theater, Utrecht                          | 12 februari 2006, Beatrix Theater, Utrecht                                                      | - Donna Stuiveling: Simone Kleinsma, Lenette van Dongen, Lone van Roosendaal, Vera Mann, Marleen van der Loo - Sophie Stuiveling: Céline Purcell, Sasha Rosen, Bettina Holwerda, Manon Novak, Suzanne de Heij - Sky: Oren Schrijver, Axel de Graaf, Jasper Kerkhof - Tanja: Ellen Evers, Dominique van Vliet, Annemieke van der Ploeg, Tanja de Nijs, Nicole Berendsen - Roos: Doris Baaten, Marjolijn Touw, Gina de Laat - Sam Koorenhof: Hajo Bruins, Filip Bolluyt, Fred Butter - Harry Buis: Jon van Eerd, Fred Butter, Mark van der Laan, Derek Blok, Barend van Zon - Bart Oosten: Filip Bolluyt, Tim Meeuws, Timo Bakker - Ellie: Manon Novak, Hannah van Meurs - Lisa: Suzanne de Heij, Renske Hoeksema - Pepper: Paul Boereboom, Hein Gerrits, David Eisinger, Urvin Monte - Eddie: Jeroen Luiten, Kok-Hwa Lie, Axel de Graaf, Urvin Monte, Michael Macalintal, Peter Fenwick - Vader Alexandrios: Fred Butter, Derek Blok, Richard Janssen, Timo Bakker, Henk Dijkstra |
| Musicals in Concert-II                                                        | 20 februari 2004, De Flint, Amersfoort                             | 15 mei 2004, RAI Theater, Amsterdam                                                             | Solisten: Maaike Widdershoven, Mariska van Kolck, Danny de Munk, Nurlaila Karim & Joost de Jong. Ensemble: Casey Francisco, Wieke Wiersma, Marcel Visscher, Michael Macalintal, Sabrina Tiebosch, Richard Janssen, Wendy August en Johan van Rooy. |
| The Lion King                                                                 | 4 april 2004, Circus Theater, Scheveningen                         | 27 augustus 2006, Circus Theater, Scheveningen                                                  | - Simba: Ettiëne Poeder, Danny Yanga, Robin van den Akker, Clayton Peroti - kleine Simba: wisselende bezetting waaronder Giovanni Kemper - Nala: Carolina Dijkhuizen, Tashka Cijntje, Desi van Kessel - kleine Nala: wisselende bezetting - Scar: Hein van der Heijden, Hans Somers, Jeroen Phaff, Howard van Dodemont, Joris de Beul, Albert Klein Kranenburg, Jerrel Houtsnee - Mufasa: Edwin Jonker, Jeremy Sno, Jerrel Houtsnee, John Oldenstam - Sarabi: Joanne Telesford, Desi van Kessel, Elise Loermans - Rafiki: Nomvula Dlamini, Gitty Pregers, Nomsa Mahlale - Timon: Marc Lauwrys, Danny de Munk, Tijl Dauwe, Eric-Jan Lens, Rob Pelzer, Chris Tanamal - Pumbaa: Marcel Jonker, Howard van Dodemont, Jeroen Phaff, Clayton Peroti, Joris de Beul, Albert Klein Kranenburg - Zazu: Laus Steenbeeke, Rutger le Poole, Tijl Dauwe, Eric-Jan Lens, Rob Pelzer, Chris Tanamal - Ed: Mark Fleischmann, Tijl Dauwe, Eric-Jan Lens, Chris Tanamal, Rob Pelzer, Roy Julen - Shenzi: Peggy Sandaal, Gitty Pregers - Banzai: Jerrel Houtsnee, Mark Fleischman, Chris Tanamal, Roy Julen |
| Musicals in Ahoy' II - Musical meets Movie                                    | 3 juni 2004, Ahoy', Rotterdam                                      | 7 juni 2004, Ahoy', Rotterdam                                                                   | Solisten: Steve Balsamo, Stanley Burleson, Pia Douwes, Joke de Kruijf, Henk Poort, Simone Kleinsma, Danny de Munk, Nurlaila Karim, Tony Neef, Carlo Boszhard, Tooske Breugem, Bastiaan Ragas, Dick Cohen, Chantal Janzen, René van Kooten/Rolf Koster, Casey Francisco |
| Passion                                                                       | 30 augustus 2004, Koninklijke Schouwburg, Den Haag                 | 24 januari 2005, Koninklijk Theater Carré, Amsterdam                                            | - Fosca: Vera Mann - Giorgio: Stanley Burleson - Clara: Pia Douwes - Kolonel Ricci: Bert Simhoffer - Dokter Tambourri: Ids van der Krieke - Luitenant Torasso & Graaf Ludovic: Alberto ter Doest - Majoor Rizolli & Fosca's vader: Egidius Pluymen - Adriana & Fosca's moeder: Penny Vos - Sergeant Lombardi: Jochem Feste Roozemond - Luitenant Barri: Richard Spijkers - Soldaat Augenti: Jurko van Veenendaal - Francesca & Maîtresse: Annemieke van der Ploeg - Laura: Brigitte Heitzer - Ernesto: Zjon Smaal |
| Crazy for You                                                                 | 19 september 2004, Nieuwe Luxor Theater, Rotterdam                 | 16 juni 2005, Stadsschouwburg, Utrecht                                                          | - Polly Baker: Joke de Kruijf, Chantal Janzen, Annemieke van Dam - Bobby Child: Dick Cohen, William Spaaij - Tess: Anouk van Nes, Esther Koenen - Patsy: Chantal Janzen, Silvia Kottman, Mieke Overwijn - Irene Roth: Jacqueline Aronson, Daniëlle Veneman - Bella Zangler: Christo van Klaveren, Ger Otte - Lank Hawkins: Peter Reijn, Daan Wijnands - Lottie Child: Mariëlle Fiolet, Esther Koenen, Esther van Boxtel - Everett Baker: Leo Hogenboom, Ger Otte - Thomas Cook: Ger Otte, Richard Janssen - Patricia Cook: Daniëlle Veneman, Sylvia Kottman |
| De Jantjes                                                                    | 19 december 2004, Theater aan de Parade, Den Bosch                 | 11 september 2005, Koninklijk Theater Carré, Amsterdam                                          | - Blonde Greet: Wieneke Remmers, Wieke Wiersma - Toffe Jans: Birgit Schuurman, Daniëla Oonk, Wieke Wiersma - Schele Manus: Dennis Overeem, Steef Hupkes - Dolle Dries: Hugo Metsers, Steef Hupkes - Blauwe Toon: István Hitzelberger, Christian Seykens - Na Druppel: Sylvia Alberts, Celia van den Boogert - De Mop: Bob Fosko, Dick Schaar - Mooie Leendert: Koert-Jan de Bruijn, Roscoe Leijen - Bleke Doortje: Jolanda van den Berg, Fleur van de Water - Tante Pietje: Carry Tefsen, Jenny Arean, Maja van den Broecke - Gerrit: Dick Schaar, Tommy Netten - Moeder Betje: Celia van den Boogert, Maja van den Broecke |
| Beauty and the Beast                                                          | 2 oktober 2005, Koninklijk Theater Carré, Amsterdam                | 13 januari 2007, Circus Theater, Scheveningen                                                   | - Belle: Chantal Janzen, Céline Purcell, Brigitte Heitzer, Jennifer van Brenk - Het Beest: Stanley Burleson, René van Kooten, Bastiaan Ragas, Richard Spijkers - Mevrouw Pot: Mariska van Kolck, Casey Francisco, Linda Hibma - Jakopje: wisselende bezetting waaronder Ralf Mackenbach, Rick Mackenbach, Tim Koper, Marc Molenaar, Jai Wowor - Lumière: Carlo Boszhard, Derek Blok - Tickens: Ger Otte, Zjon Smaal, Dieter Verhaegen - Maurice: Ben Cramer, Dick Schaar, Dick Rienstra - Gaston: René van Kooten, Marcel Visscher, Geert Peeters, Richard Spijkers, Marc-Peter van der Maas - Lefou: Jorge Verkroost, Frank Beurskens - Babette: Nicole Berendsen, Brigitte Heitzer, Simone Escherich - La Commodia: Carolina Mout, Linda Hibma, Vivienne van den Berg - Proloogvertelster: Martine Bijl |
| Jesus Christ Superstar                                                        | 3 november 2005, Stadsschouwburg, Utrecht                          | 9 juli 2006, Beatrix Theater, Utrecht                                                           | - Jezus: Dieter Troubleyn, Rolf Koster - Maria Magdalena: Casey Francisco, Penny Vos - Judas: Martin van der Starre, Jeroen Phaff - Pilatus: Jeroen Phaff, Matthias Quadekker, Peter Rijnbeek - Herodes & Bartholomeus: Michael Diederich, Matthias Quadekker - Annas: Rolf Koster, Marc van Beelen - Simon: Jamai Loman, Ger Savelkoul - Petrus: Jurko van Veenendaal - Thomas: Kok-Hwa Lie - Kaiaphas: Bas Kuijlenburg, Guido Gottenbos |
| Cabaret                                                                       | 14 februari 2006, Koninklijk Theater Carré, Amsterdam              | 2 juli 2006. Koninklijk Theater Carré, Amsterdam                                                | - Sally Bowles: Pia Douwes, Wieke Wiersma - Master of Ceremonies (Emcee): Ara Halici, Hein Gerrits - Clifford Bradshaw: Chris Tates, Daan van Rijsel - Fräulein Schneider: Anne Wil Blankers, Bea Meulman - Herr Schultz:Wim van Rooij, Kees van Lier - Ernst Ludwig: Wim Bouwens - Fräulein Kost: Frédérique Sluyterman van Loo |
| Musicals in Ahoy'III                                                          | 17 mei 2006, Ahoy', Rotterdam                                      | 28 mei 2006, Ahoy', Rotterdam                                                                   | Solisten: Vanessa Williams, Stanley Burleson, Céline Purcell, Joke de Kruijf, Jerrel Houtsnee, Peter Rijnbeek, Danny de Munk, Nurlaila Karim, Tony Neef, Jamai Loman, Renee van Wegberg, Anita Meyer, Chantal Janzen, Antje Monteiro, Kim-Lian van der Meij, Maike Boerdam, Carolina Dijkhuizen, Ivo Chundro & Danny Yanga. Met medewerking van: Hans Klok, Wibi Soerjadi en vocal- en beatsgroup The Magnets |
| The Wiz                                                                       | 9 september 2006, Beatrix Theater, Utrecht                         | 17 oktober 2007, Beatrix Theater, Utrecht                                                       | - Dorothy: Nurlaila Karim, Tashka Cijntje, Desi van Kessel, Valerie Dwarkasing - The Wiz: Danny de Munk, Charly Luske, Jamai Loman, Jim de Groot, Roy Kullick, Ger Savelkoul - Laffe Leeuw: Jeroen Phaff, Peter Rijnbeek, Alex Klaasen, Roy Kullick, Stanley Clementina, Ger Savelkoul - Vogelverschrikker: Danny Yanga, Jamai Loman, Marcel Veenendaal, Wouter van Schaaijk, Kelvin Wormgoor - Blikkeman: Jerrel Houtsnee, Kok Hwa-Lie, Tabi Awan, Robbert van den Bergh - Glinda: Mathilde Santing, Esther Hart, Glennis Grace, Jacqueline Jonkers - Sadista: Marjolijn Touw, Sophia Wezer, Martine de Jager, Roeselien Wekker - Acadabra: Sophia Wezer, Nicole Berendsen, Roeselien Wekker, Noortje Fassaert, Jacqueline Jonkers - Tante Em: Martine de Jager, Roeselien Wekker |
| Cats                                                                          | 7 oktober 2006, Nieuwe Luxor Theater, Rotterdam                    | 7 oktober 2007, Stadsschouwburg, Nijmegen                                                       | - Grisabella: Pia Douwes, Lone van Roosendaal, Antje Monteiro, Vera Mann, Anita Meyer, Penny Vos - Oom Deuteromium: Marco Bakker, Paul Walthaus - Bomballerien: Anouk van Nes, Caroline Beuth - Spikkelpikkelmies: Marleen van der Loo, Maaike Schuurmans, Michelle Splietelhof - Tuk-Stuk-Rukker: Gino Emnes, Stanley Burleson, Marijn Brouwers - Antimakassa: Annemieke van der Veer, Penny Vos, Helen Geets - Abrikoos & Ghiselbert Smit: Paul Donkers, Marijn Brouwers - Abelkouw: Marcel Visscher, Tommie Luyben - Snorrescha: Roberto de Groot, Marijn Brouwers - Demeter: Suzanne Heyne, Laurie van Iersel, Cindy Bell - Dr. Diavolo: Mark John Richardson, Andres Perez Lopez, Joao Paulo de Almeida - Mijlenschrok: Hannah van Meurs, Natasja Dejong - Lorrenjoppie: Marjolein Teepen, Cindy Bell - Scharrelnelis: Mark van Beelen, Tommie Luyben - Plato & Van Zonderen: Pierre Alexandre, Jeroen Luiten - Sylvani: Cindy Belliot, Veerle Casteleyn, Helen Geets - Wagenschrik: Michael Macalintal, Tommie Luyben - Electra: Helen Geets, Anouk Maas, Veerle Casteleyn - Alonzo (Sambal): Merlijn Wolsink, Jeroen Luiten - Cassandra: Caroline Beuth, Laurie van Iersel, Natascha Dejong - Pouncival: Joao Paulo de Almeida, Marcel Postma - Tombrutus: Daymon Montaigne Jones, Robert Foley - Victoria: Anique Bosch, Natascha Dejong, Veerle Casteleyn |
| My Fair Lady                                                                  | 2 november 2006, Theater Orpheus, Apeldoorn                        | 21 juli 2007, Stadsschouwburg, Utrecht                                                          | - Eliza Doolittle: Céline Purcell, Suzan Seegers - Alfred P. Doolittle: Bob Fosko, Simon Zwiers - Professor Henry Higgins: Thom Hoffman, Hugo Haenen - Kolonel Pickering: Hugo Haenen, Leo Hogenboom - Freddy Eynsford-Hill: Barend van Zon, Guido Gottenbosch, Rutger Bulsing - Mevrouw Higgins: Marlies van Alcmaer, Gerrie van der Klei - Juffrouw Pearce: Maria Stiegelis |
| Tarzan                                                                        | 15 april 2007, Circus Theater, Scheveningen                        | 24 mei 2009, Circus Theater, Scheveningen                                                       | - Tarzan: Ron Link, John Vooijs, Dennis ten Vergert, Roy van Iersel - Jonge Tarzan: wisselende bezetting waaronder Ralf Mackenbach, Kaj van der Voort, Tim Koper, Brenn Luiten, Marc Molenaar, Enzo Coenen, Wessel van der Kraan, Tjesse Bleijenberg, Luuk Hartog, Lars Molengraaf, Machiel Verbeek, Jai Wowor, Robin de Weert - Jane Porter: Chantal Janzen, Brigitte Heitzer, Bente van den Brand, Nathalie van Gent, Maaike Brussel, Irene Borst, Elise Berends - Kala: Chaira Borderslee, Joanne Telesford, Sophia Wezer, Britt Koole, Sanne Mieloo, Gerlinde Vliegenthart - Korchak: Jeroen Phaff, Fred Butter, Hans Peter Janssens, Raymond Kurvers, Addo Kruizinga, Arwin Kluft, Nick Fleuren - Tark: Clayton Peroti, Marc Uijen, Arvin Quirante, Marcel Rocha, Marlon David Henry - Professor Porter: Hans Ligtvoet, Raymond Kurvers, Addo Kruizinga, István Hitzelberger, Arwin Kluft, Howard van Dodemont - Mr. Clayton: Arie Rustenburg, Léon Roeven, Raymond Kurvers, Addo Kruizinga, Arwin Kluft, Howard van Dodemont |
| Ciske de Rat                                                                  | 5 oktober 2007, Koninklijk Theater Carré, Amsterdam                | 29 november 2009, Circus Theater, Scheveningen                                                  | - Ciske de Rat: Dave Dekker, Gijs Blom, Adriaan van Maurik, Pim van Drunen, Menno Frank, Tim Koper, Cas van Leeuwen, Sam Leijten, Samuel Polak, Flemming Viguurs, Lorenzo Visser, Kaj van der Voort, Brian Barnett, Brenn Luiten, Donny de Koning, Mitch Blaauw, Dioni Jurado, Machiel Verbeek - Cis (de man): Danny de Munk, Jorge Verkroost, Jasper Kerkhof, Quincy Schellevis, Jurgen Stein, Marijn Brouwers - Meester Bruijs: Hugo Haenen, Ad Knippels, Ids van der Krieke, Jorrit Ruijs - Tante Jans: Mariska van Kolck, Marleen van der Loo, Mylène d'Anjou, Maaike Schuurmans, Jennifer van Brenk - Vader Frans Vrijmoeth: Hajo Bruins, Frans van Deursen, Ad Knippels, Kees Boot, Jorrit Ruijs, Ger Otte - Moeder Marie Vrijmoeth: Marjolijn Touw, Marloes van den Heuvel, Joanne Swaan, Yvonne Valkenburg - Suus Bruijs: Marleen van der Loo, Jennifer van Brenk, Maaike Schuurmans, Liesbeth Janse, Viviënne van den Berg - Betje: Jacobien Elffers, Manon Novak, Fleur van de Water, Liesbeth Janse, Sarah Nauta - Bovenmeester Maatsuyker: Sjoerd Pleijsier, Peter Reijn, Wil Stravers, Dick Schaar - Hoofdinspecteur Muysken: Ad Knippels, Aernout Pleket, Jorrit Ruijs, Diederik Rep, Paul Disbergen - Pater de Goey: Ger Otte, Jasper Kerkhof, Diederik Rep, Marijn Brouwers, Armand Pol, Raymond Paardekooper - Oom Henri: Ids van der Krieke, Ger Otte, Wil Stravers, Dick Schaar - Jan Verkerk: Jorge Verkroost, Rob Pelzer, Jurgen Stein, Diederik Rep, Marcel Dorren - jonge Betje: wisselende bezetting waaronder Sarah Nauta, Aimee de Pater en Pamela Kroes - Dorus: wisselende bezetting waaronder Rick Mackenbach, Delano Willemsen en Luuk Hartog - jonge Jan Verkerk: wisselende bezetting waaronder Joes Brauers en Mitch Blaauw |
| Evita                                                                         | 16 december 2007, Nieuwe Luxor Theater, Rotterdam                  | 18 januari 2009, Martiniplaza Theater, Groningen                                                | - Evita Péron-Duarte: Brigitte Heitzer, Marjolein Teepen, Anne Stalman, Maike Boerdam - Ché Guevara: Stanley Burleson, Jan Schepens, Ivo Chundro, Roy Kullick - Juan Péron: Roberto de Groot, Timo Bakker - Augustin Magaldi: Paul Walthaus, Filip d’Haeze - Maîtresse: Anouk Maas, Loes Worm, Sara Gracia Santacreu |
| Dirty Dancing                                                                 | 9 maart 2008, Beatrix Theater, Utrecht                             | 4 juli, 2009, Beatrix Theater, Utrecht                                                          | - Johnny Castle: Martin van Bentem, Marcus van Teijlingen, Ferry de Graaf - Frances "Baby" Houseman: Jette-Carolijn van den Berg, Daphne Denters, Natascha Dejong, Marlies Winkel, An de Brandt - Penny Johnson: Frances de Jong, Daphne Denters, Natascha Dejong - Dr. Jake Houseman: Chris Tates, Ton Keunen, Bennie den Haan - Marjorie Houseman: Anouk van Nes, Babette van Veen, Tineke Blok, Nicole Berendsen - Lisa Houseman: Noortje Herlaar, Daphne Denters, An de Brandt - Max Kellerman: Maarten Wansink, Ton Keunen, Kees van Lier - Neil Kellerman: Jeroen Wijnhorst, Robbert van den Bergh, Tommie Christiaan - Robbie Gould: Ferry de Graaf, Marcus van Teijlingen, Jurriaan Bles, Robbert van den Bergh - Billy Kostecki: Joey Schalker, Bram Blankestijn, Tommie Christiaan - Vivian Pressman: Nicole Berendsen, Tineke Blok, Alinta Chidzey - Moe Pressman: Ton Keunen, Bennie den Haan, Iwan Dam, Jurriaan Bles - Meneer Schumacher: Kees van Lier, Ton Keunen, Bennie den Haan - Mevrouw Schumacher: Sylvia Alberts, Winny Rolfes, Jorien Molenaar - Tito Suarez: Mike Ho Sam Sooi, Pierre Alexandre, John Oldenstam - Stan: Iwan Dam, Bennie den Haan |
| Les Misérables                                                                | 20 april 2008, Nieuwe Luxor Theater, Rotterdam                     | 22 februari 2009, Koninklijk Theater Carré, Amsterdam                                           | - Jean Valjean: René van Kooten, Tony Neef, Richard Spijkers, Wim Van Den Driessche - Javert: Wim Van Den Driessche, Guido Gottenbos, Richard Spijkers - Enjolras: Freek Bartels, Dieter Troubleyn, Marcel Visscher, Rutger Bulsing - Marius Pontmercy: Jamai Loman, Pieter van Nieuwenhuyze, Remko Harms - Fantine: Nurlaila Karim, Fanny Drenthe, Janneke van Duijnhoven - Cosette Fauchelevant : Suzan Seegers, Manon Novak, Afra Voesenek - Eponine Thénardier: Céline Purcell, Barbara de Wit, Maudy Bremer, Tashka Cijntje - Monsieur Thénardier: Carlo Boszhard, Richard Groenendijk, Jack van Gelder, Gerben Grimmius, Jochem Feste Roozemond - Madame Thénardier: Marjolein Algera, Kirsten Cools, Hilke Bierman, Daniëlle Veneman - Gavroche Thénardier: wisselende bezetting waaronder Rick Mackenbach, Enzo Coenen, Max van Alphen, Melle Berendse, Ruben Renet |
| Sunset Boulevard                                                              | 10 oktober 2008, Koninklijk Theater Carré, Amsterdam               | 5 juli 2009, Koninklijk Theater Carré, Amsterdam                                                | - Norma Desmond: Simone Kleinsma, Pia Douwes - Joe Gillis: Antonie Kamerling, Jasper Kerkhof - Max von Mayerling: Peter De Smet, Dick Schaar - Betty Schaefer: Maike Boerdam, Penny Vos, Annemieke van der Veer - Artie Green: Jasper Kerkhof, Derek Blok - Cecil B. DeMille: Dick Schaar, Rolf van Rijsbergen - Manfred & Myron: Derek Blok, Bas Timmers - Mary & Hedy Lamar: Annemieke van der Veer - Joanna & Ziffy: Penny Vos |
| Joseph and the Amazing Technicolor Dreamcoat                                  | 12 december 2008, Stadsschouwburg, Utrecht                         | 10 juli 2010, Beatrix Theater, Utrecht                                                          | - Joseph: Freek Bartels, John Vooijs, Hein Gerrits, Mathijs Pater, Roy van Iersel, Ivo Chundro, Jamai Loman - Vertelster: Renée van Wegberg, Britt Koole, Vannessa Timmermans, Anne Stalman, Mieke Dijkstra, Bettina Holwerda - Farao & Levi: Paul Walthaus, René van Kooten, Robin van den Akker, Erwin Aarts, Oren Schrijver, Roman van der Werff - Jakob & Potifar: Leo Hogenboom, André de Jong, Richard Janssen, Dick Schaar, Bas Grevelink - Ruben: Rutger le Poole, Oren Schrijver, Bas Grevelink, Danny Houtkooper, Dennis Willekens - Isakar: Robin van den Akker, Erwin Aarts, Roman van der Werff - Benjamin: Yves Adang, Mathew Michel, Joao Paulo de Almeida, Michael Macalintal, David Eisinger - Aser: Hein Gerrits, Roy van Iersel - Zebulon: Mathijs Pater, Ivo Chundro - Simeon: Bas Grevelink,Steven Savelkouls - Juda: Stanley Alejandro Clementina, Michael Macalintal, Roman van der Werff - Gad & Bakker: Danny Houtkooper, Dennis Willekens, Michael Macalintal - Naftali & Butler: André de Jong, Richard Janssen, Steven Savelkouls, Eddy Klein, Barend van Zon (alleen butler), David Eisinger - Mevrouw Potifar & vrouw van Ruben: Vannessa Timmermans, Renske Hoeksema, Mieke Dijkstra (alleen vrouw van Ruben), Laurie van Iersel (alleen mevr. Potifar), Daphne Denters |
| High School Musical                                                           | 25 januari 2009, Theaters Tilburg (Schouwburg), Tilburg            | 27 september 2009, Theaters Tilburg (Schouwburg), Tilburg                                       | - Troy Bolton: Tommie Christiaan, Martijn van Voskuijlen, Jaap Strijker - Gabriëlla Montez: Nathalie van Gent, Marleen de Vries, Na-Young Jeon - Sarpay Evans: Sarah Chronis, Saar Bressers, Marjolein van Haren - Ryan Evans: Paul Boereboom, Nils Haberstroh - Taylor McKessie: Natalie La Rose, Dapheny Oosterwolde, Omayra Telehala - Chad Danforth: Maickel Leijenhorst, Roman van der Werff, Vincent Pelupessy - Ms. Darbus: Margo Dames, Nicolette van Dam, Rosalie de Jong, Sandra Wijnhout - Coach Bolton : Vastert van Aardenne, Casper van Bohemen, Jaap Strijker, Vincent Pelupessy - Kelsi Neilson: Na-Young Jeon, Charlene Zijlstra - Zeke: Roman van der Werff, Vincent Pelupessy, Terence Lammerts van Bueren - D.J. Jack Scott: Stephan Holwerda, Lars van Sermond, Bobby Snijder - Martha Cox: Sandra Wijnhout, Rosalie de Jong, Alies Thomas |
| Mamma Mia! (tourversie)                                                       | 14 september 2009, Koninklijk Theater Carré, Amsterdam             | 25 juli 2010, Beatrix Theater, Utrecht                                                          | - Donna Stuiveling: Lone van Roosendaal, Marleen van der Loo - Sophie Stuiveling: Elise Berends, Jantien Euwe, Margreet Roelfsema - Sky: John Vooijs, Robin van den Akker, Sven Tummeleer - Tanja: Anouk van Nes, Tineke Blok, Esther van Boxtel - Roos: Mylène d'Anjou, Esther van Boxtel, Laura Burgmans - Sam Koorenhof: Bas Westerweel, Ton Keunen - Harry Buis: Ad Knippels, Hans Lemmen, Mark van der Laan - Bart Oosten: Rutger le Poole, Iwan Dam, Timo Bakker - Ellie: Golda Doof, Loes Worm, Afra Voesenek - Lisa: Hannah van Meurs, Carmen Danen, Suzanne de Heij - Pepper: Karel Simons, Evert Jan Korving, Nuno Azevedo - Eddie: Kok-Hwa Lie, Evert Jan Korving - Vader Alexandrios: Ton Keunen, Hans Lemmen |
| Disney Musical Sing-a-long                                                    | 18 oktober 2009, Theaterfabriek, Amsterdam                         | 15 maart 2010, Beatrix Theater, Utrecht                                                         | Solisten: Chantal Janzen, Stanley Burleson, Jamai Loman & Casey Francisco |
| All Shook Up / Love Me Tender                                                 | 22 november 2009, Chassé Theater, Breda                            | 18 juli 2010, Nieuwe Luxor Theater, Rotterdam                                                   | - Natalie Haller/Ed: Brigitte Heitzer, Manon Novak, Rosalie de Jong - Chad: René van Kooten, Jasper Kerkhof - Jim Haller: Fred Butter, Harry Slinger - Dean Hyde: Tommie Christiaan, Stephan Holwerda, Nils Haberstroh - Matilda Hyde: Gemma van Eck, Rosalie de Jong - Sheriff Earl: Harry Slinger, Peter Stoelhorst - Sylvia: Erica Yong, Joanne Telesford, Roeselien Wekker - Lorraine: Cinthia de Neef, Chanine Khodabaks - Sandra: Daniëlle Veneman, Barbara Hol - Dennis: Joey Schalker, Dieter Spileers |
| Mary Poppins                                                                  | 11 april 2010, Circus Theater, Scheveningen                        | 28 augustus 2011, Circus Theater, Scheveningen                                                  | - Mary Poppins: Noortje Herlaar, Sophie Veldhuizen, Irene Borst - Bert: William Spaaij, Jaap Strijker, Mathijs Pater, Martijn van Voskuijlen - Winifred Banks: Maike Boerdam, Jennifer van Brenk, Mo Marcus, Petra Clauwens - George Banks: Hugo Haenen, Ger Otte, Armand Pol - Jane Banks: wisselde bezetting waaronder Iris van Loen, Vajèn van den Bosch, Robin de Boer, Sarah Nauta, Julia Nauta - Michael Banks: wisselende bezetting waaronder Cas van Leeuwen, Delano Willemsen, Finn Karels, Brian Barnett - Juf Andrew: Marjolijn Touw, Lucia Meeuwsen, Isabelle Murg-van Gelderen, Penny Vos, Petra Clauwens - Mevrouw Bril: Yvonne M. Valkenburg, Marlous Tolhuisen, Salomé Mayland, Isabelle Murg-van Gelderen - Jonathan Been: Steve Beirnaert, Frank Beurskens - Vogelvrouwtje: Penny Vos, Salomé Mayland, Melinda de Vries - Mevrouw Corry: Jeannine Larose, Salomé Mayland - Bankdirecteur & Admiraal Boem: Bert Simhoffer, Paul Vaes - Parkwachter: Ger Otte, Paul Vaes - Neleus: Yves Adang, Yannick Baetens |
| Sondheim in Songs (i.s.m. M-Lab)                                              | 8 mei 2010, M-Lab, Amsterdam                                       | 20 mei 2010, M-lab, Amsterdam                                                                   | Solisten: Simone Kleinsma, Stanley Burleson, Céline Purcell & Freek Bartels |
| We Will Rock You                                                              | 3 september 2010, Beatrix Theater, Utrecht                         | 13 augustus 2011, Beatrix Theater, Utrecht                                                      | - Galileo Figaro: John Vooijs, Charly Luske, Sandor Stürbl, Ivo Chundro - Killer Queen: Pia Douwes, Daniëlle Veneman, Antje Monteiro, Anne Stalman - Scaramouche: Marjolein Teepen, Lara Grünfeld, Anne Stalman, Latoya Rafaëla - Khashoggi: Paul Donkers, Martin Stritzko, Ger Savelkoul - DJ: Rutger le Poole, Ger Savelkoul, Charly Luske - Brit: Martin van der Starre, Charly Luske, Ruud van Overdijk, Marlon David Henry, Ivo Chundro - Ozzy: Floortje Smit, An de Brandt, Laurie Reijs, Jacqueline Goedmakers - Teacher: Anne Stalman, Laurie Reijs, Rasarani Keliman - Gordon: Martin Stritzko, Ger Savelkoul, Sandor Stürbl |
| Petticoat                                                                     | 3 oktober 2010, Koninklijk Theater Carré, Amsterdam                | 31 juli 2011, Orpheus, Apeldoorn                                                                | - Patricia Jagersma ("Pattie Hunt") : Chantal Janzen, Brigitte Heitzer, Manon Novak, Rosalie de Jong - Rogier van Rooden: Freek Bartels, Kelvin Wormgoor, Marcel Visscher - Jelle Jagersma: Hajo Bruins, Kees Boot - Wilhelmina van Rooden: Marjolijn Touw, Anne-Marie Jung, Rosalie de Jong - Willem van Rooden: Mike Weerts, Robbert van den Bergh - Peter Koot: Roon Staal - Fred Wieger & Meneer Veenstra: Kees Boot, Zjon Smaal - Wilma: Anne-Marie Jung, Rosalie de Jong, Anne Deliën - Jet: Manon Novak, Rosalie de Jong, Anne Deliën - Petticoats: Jantien Euwe, Anne Deliën, Willemijn de Vries, Simone Breukink - Maurice: Marcel Visscher, Roman van der Werff, Dieter Spileers - Maxim: Robbert van den Bergh, Roman van der Werff, Dieter Spileers |
| Urinetown (Zeikstad - de musical) (i.s.m. M-Lab & Opus One)                   | 27 oktober 2010, Oude Luxor Theater, Rotterdam                     | 15 maart 2011, De Tamboer, Hoogeveen                                                            | - Agent Knuppel: René van Kooten - Bobbie Goud: Jamai Loman, Yoran de Bont - Lot Kleinhart: Renée van Wegberg - Reinhard W. Kleinhart: Fred Butter - Kleine Eefje: Suzan Seegers - Winniefred Grijpstuivers: Ellis van Laarhoven - Jozef Goud, Minister Dep, Sjonnie, Sjon: Rop Verheijen - Jozefien Goud, Dr, Cleausette: Roosmarijn van Bohemen - Sippe Suus, Kleinharts secretaresse: Chiara Re - Elsje Fiederelsje, Mevrouw Millennium: Kristel Contant - Agent Hoenderhoek, Abeltje: Yoran de Bont, Florens Eykemans - Meneer van der Valk, Hakmes Harrie: Mitch Wolterink |
| La Cage Aux Folles                                                            | 28 november 2010, DeLaMar, Amsterdam                               | 19 juni 2011, DeLaMar, Amsterdam                                                                | - Albin/Zaza: Jon van Eerd - Georges: Stanley Burleson - Jaqueline: Gerrie van der Klei, Anouk van Nes, Esther van Boxtel - Edouard Dindon: Derek de Lint, Bartho Braat, Timo Bakker - Marie Dindon: Liz Snoijink, Mariska van Kolck - Anne Dindon: Anouk Maas, Golda Doof - Jean-Michel: Karel Simons, Robin van den Akker - Jacob: Juan Wells, Robin van den Akker - Cagelles: Mark Jong A Pin, Mark Dowe, Esther van Boxtel, Clifford Stein, Bram Blankestijn, Bobby Snijder, Paul Boereboom, Merlijn Wolsink, Wouter van Schaaijk, Matthew Michel - Francis: Arie Cupé - Madame Renaud: Jeannine Geerts - Monsieur Renaud: Timo Bakker, Robin van den Akker |
| Spring Awakening (i.s.m. M-Lab)                                               | 10 maart 2011, M-Lab, Amsterdam                                    | 3 april 2011, M-lab, Amsterdam                                                                  | - Volwassen Vrouwen: Henriëtte Tol - Volwassen Mannen: Ad Knippels - Melchior Gabor: Ton Sieben - Wendla: Michelle van de Ven - Moritz: Jasper Stokman - Georg: Bart van Veldhoven - Ilse: Lisa Berendse - Thea: Desi van Doeveren - Otto: André Haasnoot - Anna: Annemarieke Leurs - Hänschen: Tim Van Peteghem - Martha: Robin Virginie - Ernst: Martijn Vogel |
| Zorro                                                                         | 17 april 2011, DeLaMar Theater, Amsterdam                          | 8 januari 2012, Orpheus, Apeldoorn                                                              | - Don Diego de la Vega/Zorro: Tommie Christiaan, Roman van der Werff, Ruud van Overdijk - Luisa: Michelle Splietelhof, Elise Berends, Barbe van den Brand - Ramon de la Vega: René van Kooten, Christophe Haddad, Roberto de Groot, Ruud van Overdijk, Marijn Brouwers - Inez: Lone van Roosendaal, Suzanne de Heij - Verteller & Don Alejandro de la Vega: Thom Hoffman, Aernout Pleket, Roberto de Groot - Garcia: David Davidse, Rop Verheijen, Zjon Smaal, Dennis Willekens, Aernout Pleket |
| Miss Saigon                                                                   | 23 september 2011, Beatrix Theater, Utrecht                        | 8 juli 2012, Beatrix Theater, Utrecht                                                           | - Kim: Na-Young Jeon, Laiying Wang, Li-Tong Hsu - Christopher (Chris) Scott : Ton Sieben, Jamai Loman, Roy Kullick, Martijn van Voskuylen - De Regelaar: Stanley Burleson, Chris(tian) Tanamal, Vincent Pelupessy - John: Edwin Jonker, Marcel Visscher, Marlon David Henry - Ellen: Brigitte Heitzer, Maike Boerdam, Anouk Maas, Li-Tong Hsu - Thuy: Kok-Hwa Lie, Robin van den Akker, Vincent Klaiber van Leerdam - Gigi: Li-Tong Hsu, Maria Graciano, Dénise Baaij - Tam: wisselende bezetting |
| Droomvlucht, de musical (i.s.m. Efteling Theaterproducties)                   | 9 oktober 2011, Theater de Efteling, Kaatsheuvel                   | 9 april 2012, Theater de Efteling, Kaatsheuvel                                                  | - Lila: Vajèn van den Bosch, Robin de Boer, Isha Ferdinandus, Sarah Nauta - Myra: Doris Baaten, Rosalie de Jong - Titania & moeder Tanja: Rosalie de Jong, Lonneke Hinnen - Koning Oberon & vader Robbert: Christo van Klaveren, Rein Kolpa, Stephan Holwerda - Trollenkoning Furius: Jorge Verkroost, Danny Houtkooper - Krakeel: Steve Beirnaert, Jamai Loman - Fladderedatsj: Danny Houtkooper, Evert Jan Korving - Aloé: Iris Klein Gebbink, Manouk Pluis, Zoë Rijk, Chantal Tinbergen - Brem: Nathan van der Horst, Gino Korsel, Cas van Leeuwen, Roan Pronk - Amyra: Nicole van Dorp, Aimee de Pater, Ruby Segers, Belle Zimmerman |
| Wicked                                                                        | 6 november 2011, Circustheater, Scheveningen                       | 11 januari 2013, Circustheater, Scheveningen                                                    | - Elphaba Thropp: Willemijn Verkaik, Renée van Wegberg, Bettina Holwerda, Suzanne de Heij - G(a)linda Opperland: Chantal Janzen, Céline Purcell, Yvonne Coldeweijer/Keet!, Manon Novak, Ianthe Tavernier - Fiyero Tiggelaar: Jim Bakkum, Ferry Doedens, Kelvin Wormgoor, Dieter Spileers - De Tovenaar: Bill van Dijk, Jochem Feste Roozemond, John ter Riet - Madam Akaber: Pamela Teves, Penny Vos, Sandra Wijnhout - Nessarose Thropp:Christanne de Bruijn, Myrthe Maljers - Moq: Niels Jacobs, Nuno Azevedo, Martijn Vogel, James Cook - Professor Dillamond: Jochem Feste Roozemond, John ter Riet, Dieter Spileers |
| Next to Normal (i.s.m. M-Lab)                                                 | 16 januari 2012, DeLaMar Theater, Amsterdam                        | 9 juni 2012, Schouwburg, Almere                                                                 | - Diana Goodman: Simone Kleinsma - Dan Goodman: Wim Van Den Driessche - Gabriel (Gabe) Goodman: Freek Bartels - Natalie Goodman: Michelle van de Ven - Henry: Jonathan Demoor - Dr. Madden & Dr. Fine: René van Kooten |
| Saturday Night Fever (tourversie)                                             | 17 februari 2012, Koninklijk Theater Carré, Amsterdam              | 29 juli 2012, Parkstad Limburg Theaters, Heerlen                                                | - Tony Manero: Joey Ferre, Roman van der Werff, Daniel Vissers - Stephanie Mangano: Noortje Herlaar, Michelle Splietelhof, Rowen Aida Ben Rabaa, Saar Bressers - Annette: Laurie Reijs, Kelsey Blikslager, Melinda de Vries - DJ Monty: Rogier Komproe, Marcel Rocha - Bobby C.: Karel Simons, Pieter de Groot, Mitch Wolterink - Frank Manero Sr. & Fusco: Tim Meeuws, Christo van Klaveren - Flo Manero: Judy Doorman, Laurie van Iersel, Melinda de Vries - Frank Manero Jr. & Jay Langhart: Roman van der Werff, Rick McDonald, Frank Lunenburg - Double J.: Lars van Sermond, Marcel Rocha - Gus: Daniel Vissers, André Haasnoot - Joey: Alessandro Pierotti, Pieter de Groot, Rick McDonald |
| Grand Hotel (M-Lab productie, mede mogelijk gemaakt door Stage Entertainment) | 29 april 2012, Hotel The Grand, Amsterdam                          | 6 mei 2012, Hotel The Grand, Amsterdam                                                          | - Felix van Gaigern: Jamai Loman - Otto Kringelein: Ad Knippels - Hermann Preysing: Tony Neef - Elizaveta Grushinskaya: Trudi Klever - Raffaela Ottanio: Nelleke Zitman - Dokter Otternslag: Boy Ooteman - Flaemmchen: Jeske van de Staak |
| The Little Mermaid (De Kleine Zeemeermin)                                     | 16 juni 2012, Nieuwe Luxor Theater, Rotterdam                      | 7 juli 2013, Beatrixtheater, Utrecht                                                            | - Ariël: Tessa-Sunniva van Tol, Yvonne Coldeweijer/Keet!, Jantien Euwe, Sanne den Besten - Prins Erik: Tommie Christiaan, Mischa Kiek, Ivo Chundro, Yoran de Bont - Ursula: Marjolijn Touw, Ellis van Laarhoven, Britt Lenting, Salomé Mayland - Koning Triton: Roberto de Groot, Timo Bakker, Ivo Chundro, Marc-Peter van der Maas - Botje: Martijn Vogel, Frank Beurskens, Evert Jan Korving - Sebastiaan: Juan Wells, Tabi Awan, Frank Beurskens - Jutter: Dick Cohen, Frank Beurskens, Tabi Awan - Grimsby: Alfred van den Heuvel, Frans Mulder, Hugo Haenen, Timo Bakker, Marc-Peter van der Maas - Slijmbal: Bas Timmers, Jordy Maarseveen, Evert Jan Korving - Slijmjurk: Barry Beijer, Jordy Maarseveen, Tabi Awan - Chef Louis: Ger Otte, Timo Bakker, Marc-Peter van der Maas, Dick Cohen |
| Aspects of Love                                                               | 7 oktober 2012 DeLaMar Theater, Amsterdam                          | 21 april 2013 Koninklijk Theater Carré, Amsterdam                                               | - Alex Dillingham: René van Kooten, Freek Bartels - Rose Vibert: Lone van Roosendaal, Marleen van der Loo, Mieke Dijkstra - George Dillingham: Ernst Daniël Smid, Hans Peter Janssens, Bert Simhoffer - Giulietta Trapani: Maaike Widdershoven, Céline Purcell - Jenny Dillingham: Michelle van de Ven, Monique Boersma - Hugo le Menier: Mathijs Pater - Marcel: Armand Pol |
| Hij Gelooft in Mij                                                            | 11 november 2012, DeLaMar Theater, Amsterdam                       | 4 januari 2015, DeLaMar Theater, Amsterdam                                                      | - André Hazes: Martijn Fischer, Frank Lammers, Fabian Jansen - Rachel Hazes-van Galen: Chantal Janzen, Hadewych Minis, Ricky Koole, Elise Schaap, Wieneke Remmers, Roosmarijn Luyten - jonge Rachel: wisselende bezetting waaronder Robin de Boer, Sarah Nauta, Femke Schuurmans, Anna Speksnijder - Friedel van Galen: Doris Baaten, Ellen Pieters, Wieneke Remmers, Roosmarijn Luyten, Kristen Denkers - Jan van Galen: Hajo Bruins, Peter Blok, Diederik Ebbinge, Kees Boot, Jan Elbertse, Rutger de Bekker, Casper Gimbrère, Howard van Dodemont - Conny: Tina de Bruin, Jip Smit, Hanneke Last, Roosmarijn Luyten, Rianne Botma, Karolien Torensma, Kristen Denkers - Tim Griek: Cees Geel, Rutger de Bekker, Roy Kullick, Casper Gimbrère, Ruben Brinkman, Danny Houtkooper - Ria Bremer: Wieneke Remmers, Sjoukje Hoogma, Roosmarijn Luyten, Melinda de Vries, Rianne Botma, Kristen Denkers, Sophie Veldhuizen - Valkenier: Jan Elbertse, Howard van Dodemont, Casper Gimbrère, Joost Claes, Niels Gooijer |
| Sister Act                                                                    | 3 maart 2013 Circustheater, Scheveningen                           | 10 augustus 2014 Circustheater, Scheveningen                                                    | - Deloris van Cartier: Carolina Dijkhuizen, Nurlaila Karim, April Darby, Anna Milva Gomes - Moeder Overste: Simone Kleinsma, Marjolijn Touw, Karin Bloemen, Marloes van den Heuvel, Mo Marcus - Curtis Jackson: Stanley Burleson, Paul Donkers, Jerrel Houtsnee - Monseigneur O'Hara: Frans Mulder, Paul Donkers, Zjon Smaal - Harry Jones: Edwin Jonker, Robin van den Akker, Jerrel Houtsnee - Zuster Maria Roberta: Christanne de Bruijn, Barbe van den Brand, Tineke Ogink - Zuster Mara Patricia: Esmée van Kampen, Sandra Wijnhout, Saskia Schäfer - Zuster Maria Lazarus: Irene Kuiper, Marloes van den Heuvel, Jacqueline Aronson - TJ: Marlon David Henry, Marcel Rocha, Christian Tanamal, Ivo Chundro - Joey: Zjon Smaal, Paul Donkers, Dennis Willekens - Pablo: Frank van Hengel, Robin van den Akker, Christian Tanamal - Zuster Maria Theresa: Jacqueline Aronson, Mo Marcus, Saskia Schäfer - Zuster Maria van Servaes: Marloes van den Heuvel, Suzanne de Heij, Mo Marcus - Michelle: April Darby, Jacqueline Aronson, Barbara Hol, Ellen Kremers, Kristel Constant - Tina: Michelle Splietelhof, Suzanne de Heij, Ellen Kremers, Kristel Constant |
| Jersey Boys                                                                   | 22 september 2013, Beatrix Theater, Utrecht                        | 27 juli 2014, Beatrix Theater, Utrecht                                                          | - Frankie Valli: Tim Driesen, Maarten Smeele, Martijn Vogel, Jurre Geluk - Tommy DeVito: René van Kooten, Roman van der Werff, Stefan de Kogel - Bob Gaudio: Dieter Spileers, Stephan Mooijman, Kelvin Wormgoor - Nick Massi: Robbert van den Bergh, Rick McDonald, Mathijs Pater - Gyp DeCarlo: Hugo Haenen, Kelvin Wormgoor, Rick McDonald - Bob Crewe: Barry Beijer, Mathijs Pater, Kelvin Wormgoor - Mary Delgado: Lysanne van der Sijs, Marjolein van Haren, Marleen de Vries - Joe Pesci: Martijn Vogel, Jurre Geluk - Hank Majewski Stephan Mooijman, Roman van der Werff, Jurre Geluk - Norm Waxman: Mathijs Pater, Jurre Geluk, Rick McDonald - Barry Belson Omri Tindal, Kelvin Wormgoor - Knuckles: Stefan de Kogel, Rick McDonald - Lorraine: Willemijn de Vries, Marjolein van Haren, Marleen de Vries - Francine: Myrthe Maljers, Marjolein van Haren, Marleen de Vries |
| Love Story                                                                    | 29 november 2013, Schouwburg Het Park, Hoorn                       | 13 april 2014, Oude Luxor Theater, Rotterdam                                                    | - Jenny Cavilleri : Celinde Schoenmaker, Liss Walravens - Oliver Barrett IV: Freek Bartels, Jonathan Demoor - Phil Cavilleri: Dick Cohen, Ger Otte - Jenny’s moeder: Marleen van der Loo, Käthe Staalekker - Oliver Barrett III: Ad Knippels, Ger Otte - Alison Barrett: Jeannine Geerts, Marleen van der Loo - Dr Ackerman: Ger Otte, Pieter van Nieuwenhuyze |
| Moeder, ik wil bij de Revue                                                   | 21 september 2014, Beatrix Theater, Utrecht                        | 9 augustus 2015, Beatrix Theater, Utrecht                                                       | - John Hogendoorn: Jon van Eerd, Frans Mulder, Stanley Burleson, Ger Otte, Marcel Visscher - Riet Hogendoorn: Simone Kleinsma, Mariska van Kolck, Marloes van den Heuvel, Esther van Boxtel - Bob Somers: Terence van der Loo, Dieter Spileers, Martijn van Voskuijlen - Jeanne van Woerkom: Christanne de Bruijn, Willemijn de Vries - Aagje van Woerkom: Raymonde de Kuyper, Marloes van den Heuvel - Gerrit van Woerkom: Hugo Haenen, Ger Otte, Robbert van den Bergh - Jacob Somers: Arie Kant, Ger Otte, Frans Mulder - Arnold: Robbert van den Bergh, Mathijs Pater, Roman van der Werff - Diny: Roos van Erkel, Jente Slebioda, Margriet Middel - Ida Somers: Fenneke Dam, Lysanne van der Sijs, Marleen de Vries - Stijn: Martijn van Voskuijlen, Marcel Visscher, Mathijs Pater - KRO Directeur: Ger Otte, Arie Kant |
| Musicals in Concert                                                           | 15 November 2014, Ziggo Dome, Amsterdam                            | 16 November 2014, Ziggo Dome, Amsterdam                                                         | Solisten: Freek Bartels, Stanley Burleson, Carolina Dijkhuizen, Chantal Janzen, Simone Kleinsma, René van Kooten, Jamai Loman, Celinde Schoenmaker, Willemijn Verkaik. Met medewerking van Pia Douwes en DJ Aiscream |
| Billy Elliot                                                                  | 30 november 2014, Circustheater, Scheveningen                      | 7 november 2015, Circustheater, Scheveningen                                                    | - Billy Elliot: (wisselende bezetting) Carlos Puts, Tydo Korver, Jillis Roshanali, Stijn van der Plas, Roan Pronk, Svenno van Kleij, Laurian Serno, Wisse Scheele, Faas Jonkers, Nick van der Stroom, Sammy Kuit, Samuel Reurekas, Jordhan Vroegh - Mrs. Sandra Wilkinson: Pia Douwes, Frédérique Sluyterman van Loo, Loes Worm - vader Jackie Elliot: Bas Heerkens, Roberto de Groot, Marc Dollevoet - Tony Elliot: Reinier Demeijer, Mischa Kiek, Leon de Graaf - Oma: Carry Tefsen, Sylvia Alberts, Irene Kuiper, Celia van den Boogert - George: Bas Grevelink, Jochem Feste Roozemond, Marc Dollevoet - Michael: (wisselende bezetting) Noah de Vos, Tycho Bekker, Roméo van Orsouw, Floris Puts, Michiel Deddens, Tevin Themen, Florijn, Ruben, Rogier, Milan, Jochem - Debbie Wilkinson: (wisselende bezetting) Eefje, Mirjam, Mischa, Thalia, Fleur, Alicia, Holly, Lavita, Ravi - Moeder: Loes Worm, Liss Walravens, Barbara Hol - Mr. Braithwaite: Dennis Willekens, Joost de Jong, Merlijn de Vries, Erwin Aarts - volwassen Billy: Michael Snoey Kiewit, Junior van Keulen, Jazmon Voss - Big Davy: Milan van Weelden, Joost de Jong, Roberto de Groot, Marc Dollevoet - Small boy: Jordan Vroegh |
| Sonneveld in DeLaMar                                                          | 8 februari 2015, DeLaMar Theater, Amsterdam                        | 26 april 2015, DeLaMar Theater, Amsterdam                                                       | - Wim Sonneveld: Tony Neef, Paul Groot - Conny Stuart: Mariska van Kolck, Wieneke Remmers - Friso Wiegersma: Freek Bartels, William Spaaij - Huub Janssen: Bill van Dijk - Liftster: Cindy Bell, Sandra Jonkman - Joantine Sonneveld: Sandra Jonkman, Marie Körbl |
| Dreamgirls *                                                                  | 28 september 2014, Nieuwe Luxor Theater, Rotterdam                 | 5 juli 2015, DeLaMar Theater, Amsterdam                                                         | - Effie White: Berget Lewis, Gitty Pregers - Deena Jones: Pearl Jozefzoon, Carolina Dijkhuizen, Tjindjara Metschendorp - Lorrell Robinson: Aïcha Gill, Belinda van der Stoep - Curtis Taylor Jr.: Edwin Jonker, Urvin Monte - C.C. White: David Goncalves, Leo Alexander Hewitt, Omri Tindal - Jimmy T. Early: Clayton Perotti, Omri Tindal - Marty Madison: Jerrel Houtsnee, Urvin Monte - Michelle: Rubiën Florens Vyent, Fenna Ramos |
| The Sound of Music *                                                          | 23 november 2014, Theater aan de Parade, Den Bosch                 | 23 augustus 2015, Koninklijk Theater Carré, Amsterdam                                           | - Maria Rainer: Anouk Maas, Sanne den Besten, Wieneke Remmers, Nandi van Beurden - Kapitein Georg von Trapp: Ad Knippels, Hans Lemmen, Rein Kolpa - Liesl von Trapp: Vajèn van den Bosch, Lotte Stevens, Cailin van Loon - Max Dettweiler: Tony Neef, Rein Kolpa, Armand Pol - Elsa Schraeder: Cindy Bell, Ellen Evers, Dorien Rozendaal, Melise de Winter - Rolf Grüber: Martijn Vogel, Brent Pannier, Michiel de Meyer - Moeder Overste: Maaike Widdershoven, An Lauwereins, Saskia Schäfer |
| Een Avond met Dorus *                                                         | 8 december 2014, Goudse Schouwburg, Gouda                          | 6 april 2015, Oude Luxor Theater, Rotterdam                                                     | - Dorus/Tom Manders: Henk Poort - Kees Manders: Johnny Kraaijkamp - Cor Stijn: Marco Braam - Enny Manders: Barbera van der Kaay |
| Grease                                                                        | 13 september 2015, Theaters Tilburg, Tilburg                       | 30 april 2016, RAI Theater, Amsterdam                                                           | - Danny Zuko: Tim Douwsma, Ferry Doedens, Yoran de Bont - Sandy: Vajèn van den Bosch, Jolijn Henneman, Helle Vanderheyden - Vince Fontaine & Teen Angel: René van Kooten, Yoran de Bont, Gijs Stallinga - Miss Lynch & Wilma: Mylène d'Anjou, Melise de Winter - Kenickie: Tommie Christiaan, Joey Ferre, Yannick Plugers - Betty Rizzo: Annefleur van den Berg, Daisy Duin, Fenna Ramos, Charlotte Campion - Doody: Martijn Vogel, Jip Bartels, Flen Huisman - Roger: Thijs Snoek, Gijs Stallinga, Leo Alexander Hewitt - Sonny: Joey Ferre, Leo Alexander Hewitt, Yannick Plugers - Marty: Renée de Gruijl, Marie Körbl, Daisy Duin - Frenchy: Joke van Robbroeck, Marie Körbl, Ilse Hamminga - Jan: Eva ter Hoor, Ilse Hamminga, Sarah Cremers - Eugene: Jip Bartels, Flen Huisman, Luuk Melisse - Patty: Sanne Schlette, Sarah Cremers, Jolijn Henneman - Cha-Cha: Fenna Ramos, Marie Körbl, Sarah Cremers |
| The Bodyguard                                                                 | 27 september 2015, Beatrix Theater, Utrecht                        | 16 juli 2017, Beatrix Theater, Utrecht                                                          | - Rachel Marron: Romy Monteiro, April Darby, Talita Angwarmasse, Samantha Klots, Tjindjara Metschendorp, Anne Appelo - Frank Farmer: Mark van Eeuwen, Dave Mantel, Miro Kloosterman, Robbert van den Bergh, Mathijs Pater, Roy Kullick - Nicki Marron: Carolina Dijkhuizen, Nurlaila Karim, Tjindjara Metschendorp, Rubiën Florens Vyent - Sy Spector: Patrick Martens, Ferry Doedens, Urvin Monte, Pieter de Groot - Bill Devaney: Ruurt de Maesschalck, Mike Ho Sam Sooi, Robbert van den Bergh, Urvin Monte, Roy Kullick - Tony Scibelli: Zjon Smaal, Paul Donkers, Bram Blankestijn, Alessandro Pierotti, Martin J Barnes - Stalker: Bram Blankestijn, Lars van Sermond, Daniel Vissers, Mathijs Pater, Martin J Barnes - Ray Court: Robbert van den Bergh, Roy Kullick, Urvin Monte, Lars van Sermond, Robert Prein - Fletcher: wisselende bezetting - Backing Vocalist: Rubiën Florens Vyent, Samantha Klots, Charmaine Kloof, Tjindjara Metschendorp, Gaia Aikman, Cher Koper, Laurie Reijs, Anne Appelo |
| De Tweeling (i.s.m. Stichting Theateralliantie en Cook a Dream)               | 11 oktober 2015, DeLaMar Theater, Amsterdam                        | 26 juni 2016, Parktheater Eindhoven, Eindhoven                                                  | - Anna: Hanna van Vliet, Melissa Drost, Eva Layla Schipper, Sofie Schut - Lotte: Rosa da Silva, Melissa Drost, Eva Layla Schipper, Sofie Schut - Francois: Kees Boot, Howard van Dodemont, Ruben Brinkman, Raymond Paardekooper - David: William Spaaij, Jacob de Groot, Joost Kramer - Elisabeth: Doris Baaten, Anouk van Nes, Kristen Denkers, Sophie Veldhuizen - Bernd: Niels Gooijer, Jacob de Groot, Joost Kramer, Bart van Veldhoven - Oom Heinrich: Dic van Duin, Howard van Dodemont, Thijs Steenkamp, Raymond Paardekooper - Ruben: Jacob de Groot, Joost Kramer, Bart van Veldhoven - Hugo: Ruben Brinkman, Howard van Dodemont, Thijs Steenkamp, Raymond Paardekooper - Bazin, Mathilde: Anouk van Nes, Simone Breukink, Sophie Veldhuizen - Martha, Greet: Kristen Denkers, Sophie Veldhuizen, Melinda de Vries - Jan: Thijs Steenkamp, Danny Houtkoper - Kobus: Raymond Paardekooper, Danny Houtkoper |
| Musicals in Concert                                                           | 13 november 2015, Ziggo Dome, Amsterdam                            | 14 november 2015, Ziggo Dome, Amsterdam                                                         | Solisten: Freek Bartels, B-Brave, Stanley Burleson, Pia Douwes, Simone Kleinsma, Mariska van Kolck, René van Kooten, Berget Lewis, Anouk Maas, William Spaaij en Willemijn Verkaik. Met speciale medewerking van Chantal Janzen. |
| Robert Long                                                                   | 7 december 2015, De Goudse Schouwburg, Gouda                       | 6 april 2016, De Rijswijkse Schouwburg, Rijswijk                                                | - Robert Long: Paul Groot - Leen Jongewaard: Jeremy Baker - Carolien: Margreet Boersbroek |
| Beauty and the Beast                                                          | 13 december 2015, Circustheater, Scheveningen                      | 4 september 2016, Circustheater, Scheveningen                                                   | - Belle: Anouk Maas, Nandi van Beurden, Loïs van de Ven - Het Beest: Edwin Jonker, Jeroen Robben, Steven Roox - Mevrouw Pot: Loeki Knol, Esther van Boxtel, Dorien Rozendaal - Gaston: Freek Bartels, Marcel Visscher, Jeroen Robben - Lumière: Tony Neef, Martijn van Voskuijlen, Steven Roox - Tickens: Armand Pol, Marcel Visscher, Marc-Peter van der Maas, Dieter Spileers - Jakopje: wisselende bezetting waaronder Sem Berkelmans, Bo Burger, Thibault van der Does, Sepp Heerens, Mats van Heusden, Tiga Koppes, Abel Priem, Stijn Roosendaal, Björn Verhoek, Roemer Vonk - Maurice: Hugo Haenen, Marc-Peter van der Maas, Armand Pol, Derek Blok - Lefou: Jorge Verkroost, Bart Aerts, Frank Beurskens - Babette: Loïs van de Ven, Esther van Boxtel, Jente Slebioda - La Commodia: Saskia Schäfer, Jente Slebioda, Dorien Rozendaal - Proloogvertelster: Martine Bijl |
| Hair                                                                          | 25 september 2016, Chassé Theater, Breda                           | 23 april 2017, DeLaMar Theater, Amsterdam                                                       | - Berger: William Spaaij, Tommie Christiaan, Jeroen Robben - Sheila: Anouk Maas, Loïs van de Ven, Jindra van Schaijk - Claude: Jeffrey Italiaander, Jip Bartels, Walter de Kok - Woof: Tommie Christiaan, Jip Bartels, Javan Hoen - June: Raffaëla Paton, Talita Angwarmasse, Anne Appelo, Chayenne Lont, Eline de Jong - Hud: Juneoer Mers, Lucas Schilperoort, Perry Gits - Jeanie: Lisanne Schut, Loïs van de Ven, Jindra van Schaijk |
| The Lion King                                                                 | 30 oktober 2016, Circustheater, Scheveningen                       | 21 juli 2019, Circustheater, Scheveningen                                                       | - Simba: Naidjim Severina, Nigel Brown, Jonathan Vroege - kleine Simba: wisselende bezetting - Nala: Gaia Aikman, Annefleur van den Berg, Channah Hewit, Tashka Cijntje, Anne Appelo, Lynn Mancel - kleine Nala: wisselende bezetting - Scar: Jorrit Ruijs, Ara Halici, Jochem Feste Roozemond, Robin van den Akker, Tim Driesen - Mufasa: David Goncalves, Robin van den Akker, Ruben Thurnim, Silencio Pinas - Sarabi: Charmaine Kloof, Anne Appelo, Kimberly Nieuwenhuis, Pamela Sidhu, Channah Hewit, Desiree van Kessel, Nombulelo Chili - Rafiki: Gugwana Dlamini, Gitty Pregers, Gabisile Manana, Thandazile Soni, Shirley Hlahatse, Thulile Mkhize - Timon: Steve Beirnaert, Tim Driesen, Maarten Smeele, Aron Bruisten - Pumbaa: Kobe Van Herwegen, Zjon Smaal, Mike Wauters, Jochem Feste Roozemond, Tim Driesen, Maarten Smeele, Robin van den Akker - Zazu: Barry Beijer, Tim Driesen, Maarten Smeele, Aron Bruisten - Ed: Maarten Smeele, Aron Bruisten, Marlon David Henry, Benton Morris, Boudewijn Joannes, Kevin Fullinck - Shenzi: Naomi Webster, Charmaine Kloof, Annefleur van den Berg, Rosalina Renferum, Kimberly Nieuwenhuis, Gitty Pregers - Banzai: Juliann Ubbergen, Juneoer Mers, Marlon David Henry, Boudewijn Joannes, Qushannick Thode, Maickel Leijenhorst |
| Ciske de Rat                                                                  | 20 november 2016, DeLaMar Theater, Amsterdam                       | 23 juli 2017, DeLaMar Theater, Amsterdam                                                        | - Ciske de Rat: wisselende bezetting; Silver Metz, Matheu Hinzen, Mats van Heusden, Viggo Neijs, Rogier Baris, Roemer Vonk, Jules Vosmaer, Abel Priem, Steef van Wijk - Cis (de man): Danny de Munk, Job Bovelander, Rick Sessink - Meester Bruijs: Ad Knippels, Ger Otte, Boris van der Ham, Jasper Kerkhof - Tante Jans: Brigitte Nijman, Jacqueline Aronson, Barbara Hemminga - Vader Frans Vrijmoeth: Bas Keijzer, Boris van der Ham, Ad Knippels, Wouter van Oord - Moeder Marie Vrijmoeth: Ellen Evers, Jacqueline Aronson, Barbara Hemminga - Suus Bruijs: Sophie Veldhuizen, Linda Verstraten, Willemien Dijkstra - Betje: Babeth van der Zalm, Willemien Dijkstra, Linda Verstraten - Bovenmeester Maatsuyker: Ger Otte, Raymond Kurvers, Diederik Rep - Hoofdinspecteur Muysken: Boris van der Ham, Wouter van Oord, Rutger Bulsing, Diederik Rep - Pater de Goey: Raymond Kurvers, Christiaan Koetsier, Lloyd Russel, Dieter Spileers - Oom Henri: Ger Otte, Raymond Kurvers, Diederik Rep - Jan Verkerk: Job Bovelander, Diederik Rep, Rick Sessink |
| Musicals in Concert – Live on Tour                                            | 24 januari 2017, Theater Heerlen, Heerlen                          | 4 maart 2017, Oude Luxor Theater, Rotterdam                                                     | Solisten: Simone Kleinsma/ Nurlaila Karim (tijdelijke vervangster Simone), Jim Bakkum, Stanley Burleson, Carolina Dijkhuizen, Tony Neef en Vajèn van den Bosch |
| Elisabeth in Concert                                                          | 12 juni 2017 Paleis Het Loo, Apeldoorn                             | 17 juni 2017 Paleis Het Loo, Apeldoorn                                                          | - Elisabeth: Pia Douwes - De Dood: Stanley Burleson - Franz Joseph: Jeroen Phaff - Luigi Lucheni: Wim Van Den Driessche - Aartshertogin Sophie: Doris Baaten - Rudolf: Addo Kruizinga - Ensemble: Timo Bakker, Ron Barents, Margot Giselle (Hertogin Ludovika & ensemble), Nicole Hermans (Helene, Frau Wolf & ensemble), Benno Hoogveld, Eihlin ten Hoopen, Gina de Laat, Ton Peeters, Madeleine Sie, Isabella Scholte, Jurgen Stein, Paul Vaes (Hertog Max & ensemble), Marianne van der Veeken, Marcel Visscher |
| Was getekend, Annie M.G. Schmidt                                              | 24 september 2017, DeLaMar Theater, Amsterdam                      | 13 januari 2019, DeLaMar Theater, Amsterdam                                                     | - Annie M.G. Schmidt: Simone Kleinsma, Doris Baaten - Flip van Duyn: William Spaaij, Sjoerd Spuijt, Bart van Veldhoven - Geertruida Maria Bouhuijs (moeder van Annie): Marjolijn Touw - Dick van Duyn & Johannes Daniël Schmidt (vader van Annie): Wim Van Den Driessche - jonge Annie: Jeske van de Staak, Nandi van Beurden |
| On Your Feet!                                                                 | 29 oktober 2017, Beatrix Theater, Utrecht                          | 5 augustus 2018, Beatrix Theater, Utrecht                                                       | - Gloria Estefan: Vajèn van den Bosch, Shanna Slaap, Sky Lemmer - Emilio Estefan: Jim Bakkum, Tommie Christiaan, Frank van Hengel, Rick McDonald - Gloria Fajardo: Nurlaila Karim, Talita Angwarmasse, Samantha Klots - Consuelo García: Ellen Evers, Talita Angwarmasse, Samantha Klots - José Fajardo: Frank van Hengel, Rick McDonald, Joey von Grumbkow - Rebecca Fajardo: Sky Lemmer, Shanna Slaap, Keoma Aidhen, Gina van der Ploeg - Phil: Paul Donkers, Alessandro Pierotti, Frank van Hengel, Ruben Kuppens - kleine Gloria: wisselende bezetting - Nayib/kleine Emilio: wisselende bezetting |
| Fiddler on the Roof (in opdracht van Stichting Theateralliantie)              | 5 november 2017, DeLaMar Theater, Amsterdam                        | 26 april 2018, DeLaMar Theater, Amsterdam                                                       | - Tevye: Thomas Acda - Golde: Judith Linssen - Yente: Doris Baaten, Marisa van Eyle - Hodel: Hanna van Vliet - Tzeitel: Eva van Gessel - Chava: Sarah Janneh - Lazer Wolf: Tjebbo Gerritsma - Motel: Tomer Pawlicki - Perchik: Jacob de Groot - Fyedka: Calvin Kromheer |
| Elisabeth in Concert                                                          | 8 juni 2018 Paleis Soestdijk, Baarn                                | 24 juni 2018 Paleis Soestdijk, Baarn                                                            | - Elisabeth: Pia Douwes - De Dood: Stanley Burleson - Franz Joseph: Jeroen Phaff - Luigi Lucheni: Tony Neef - Aartshertogin Sophie: Doris Baaten - Rudolf: Addo Kruizinga - Ensemble: Ron Barents, Robbert Besselaar, Margot Giselle (Hertogin Ludovika & ensemble), Roberto de Groot, Nicole Hermans (Helene, Frau Wolf & ensemble), Linda Hibma, Eihlin ten Hoopen, Gina de Laat, Ton Peeters, Madeleine Sie, Isabella Scholte, Jurgen Stein, Paul Vaes (Hertog Max & ensemble), Marianne van der Veeken, Marcel Visscher, Sebastiano Zafarana |
| Mamma Mia!                                                                    | 23 september 2018, Beatrix Theater, Utrecht                        | 29 december 2019, Beatrix Theater, Utrecht                                                      | - Donna Stuiveling: Antje Monteiro, Nurlaila Karim, Sanne Mieloo, Karolien Torensma, Tineke Blok, Rosalie de Jong - Sophie Stuiveling: Jolijn Henneman, Sky Lemmer, Patricia van Haastrecht, Stephanie Anaïs van Rooijen, Dana van der Geer - Sky: Soy Kroon, Kaj van der Voort, Diego González-Clark, Elindo Avastia, Thom Koolen, Max van Waard - Tanja: Sophia Wezer, Anouk van Nes, Sanne Mieloo, Merel Zeeman, Karolien Torensma - Roos: Hilke Bierman, Merel Zeeman, Karolien Torensma - Sam Koorenhof: Dieter Troubleyn, Jasper Kerkhof, Pieter van Nieuwenhuyze, Dennis de Groot - Harry Buis: Zjon Smaal, Pieter van Nieuwenhuyze, Sjoerd Oomen, Dennis de Groot, Derek Blok - Bart Oosten: Emiel de Jong, Jasper Kerkhof, Sjoerd Oomen - Ellie: Annefleur van den Berg, Myrthe Boerebach, Demy Janssen, Shana Pieters, Danique Graanoogst, Kirsten Fennis, Jil Tjin-Asjoe - Lisa: Sky Lemmer, Lynn Mancel, Demi Kromheer, Stephanie Anaïs van Rooijen - Pepper: Delano Willemsen, Maikel Nieuwenhuis, Jasper Caransa, Tjesse Bleijenberg - Eddie: Diego González-Clark, Kay Heijnen, Kick Spijkerman, Davy van der Lubbe - Vader Alexandrios: Jasper Kerkhof, Sjoerd Oomen, Pieter van Nieuwenhuyze, Dennis de Groot |
| Aida in Concert                                                               | 20 juni 2019, Festivalterrein van Autotron, ’s-Hertogenbosch       | 30 juni 2019, Festivalterrein van Autotron, ’s-Hertogenbosch                                    | - Aida: April Darby - Radames: Freek Bartels - Amneris: Willemijn Verkaik - Zoser: Tony Neef - Mereb: Nigel Brown - Nehebka: Tjindjara Metschendorp - Ensemble: Yoran de Bont, Laurie Reijs, Liss Walravens, Darren van der Lek, Vincent Pelupessy, Quincy Denzel, Mickey Vermeer, Marnix Lenselink, Malaika Elvers, Cindy Belliot, Gina van der Ploeg, Valerie Curlingford, Leon Batelaan, Falou Kassé en Quincy Sedney |
| Anastasia                                                                     | 22 september 2019 Circustheater, Scheveningen                      | Als gevolg van de Coronacrisis begin maart 2020 voortijdig gestopt, Circustheater, Scheveningen | - Anya/Anastasia: Tessa van Tol, Lois van de Ven, Willemijn Maandag - Dmitri: Milan van Waardenburg, Calvin Kromheer, Martijn van Voskuijlen - Gleb Vaganov: René van Kooten, Steven Roox, Yannick Plugers - Vlad Popov: Ad Knippels, Armand Pol, Paul Walthaus - Gravin Lily Malevsky: Ellen Evers, Melise de Winter, Saskia Schäfer - Grootvorstin Maria Fjodorovna, keizerin-moeder: Gerrie van der Klei, Liz Snoijink, Saskia Schäfer - Tsaria: Lois van de Ven - Tsaar & Ipolitov: Steven Roox - Leopold: Armand Pol - Dunya: Viviana Pacchin - Odette: Momoka Kubota, Viviana Pacchin, Rita Correia - Siegfried: Vincenzo Caiazza, Daniël Vliek, Marnix Lenselink - Von Rothbard: Daniël Vliek, Marnix Lenselink - Marfa & jonge Anya: Aimée de Pater |
| Lazarus                                                                       | 13 oktober 2019, DeLaMar Theater, Amsterdam                        | Als gevolg van de Coronacrisis begin maart 2020 voortijdig gestopt, DeLaMar Theater, Amsterdam  | - Thomas Jerome Newton: Dragan Bakema, Pieter van Nieuwenhuyze - Elly: Noortje Herlaar, Lottie Hellingman, Cheyenne Boermans - Valentine: Pieter Embrechts, William Spaaij, Rick McDonald - Girl: Juliana Zijlstra, Venna van den Bosch - Michael: Thomas Cammaert, Job Bovelander, Pieter van Nieuwenhuyze - Zach: Jorrit Ruijs, Rick McDonald - Ben: Jeroen C. Molenaar, Rick McDonald - Maemi: Holly Mae Brood, Cheyenne Boermans - Teen Girl One: Esmée Dekker, Venna van den Bosch, Cheyenne Boermans - Teen Girl Two: Renée de Gruijl, Venna van den Bosch - Teen Girl Three: Shary-An Nivillac, Venna van den Bosch |
| Tina                                                                          | 9 februari 2020/ hervatting 14 juli 2021, Beatrix Theater, Utrecht | 19 februari 2023, Beatrix Theater, Utrecht                                                      | - Tina Turner: Nyassa Alberta, Nurlaila Karim, Gaia Aikman, Chayenne Lont, Valerie Curlingford, Tjindjara Metschendorp, Channah Hewitt, Dorith Creebsburg, Ina Seidou - Ike Turner: Juneoer Mers, Gino Emnes, Marlon David Henry, Owen Playfair, Qshans Thode - Alline Bullock (Tina's zus): Gaia Aikman, Arletta Boland, Valerie Curlingford, Chayenne Lont, Tjindjara Metschendorp, Ina Seidou, Jill Tjin Asjoe - Rhonda Graam: Marianne Kloeze, Kristel Constant, Liss Walravens, Sabine van Tiel, Samantha de Water, Eliane Kwee, Sanne Groenen - Roger Davies: Terence van der Loo, Steven Roox, Mischa Kiek, Wouter Smeulders, Frank Beurskens, Dieter Spileers - Zelma Bullock (Tina's moeder): Aisa Winter, Noah Blindenburg, Aïcha Gill, Desi van Kessel, Aswintha Vermeulen - Gran Georgeanna (GG) (Tina's oma): Jeannine la Rose, Aïcha Gill, Desi van Kessel, Naomi Sharon Webster, Aswintha Vermeulen - Richard Bullock: Brandon Delagraentiss, Marlon David Henry, Lorenzo Kolf, Giovanni Eduard van Gom - Raymond Hill: Owen Playfair, Maickel Leijenhorst, Qshans Thode, Quincy Sedney, Lorenzo Kolf, Andrew Anthonia - Erwin Bach: Bart Mijnster, Stefan de Kogel, Dieter Splieers, Wouter Smeulders - Phill Spector: Jasper Kerhof, Rick McDonald, Wouter Smeulders - John Carpenter: Jeroen Robben, Mischa Kiek, Wouter Smeulders, Danny Houtkooper - Ronnie: Lorenzo Kolf - Craig: Maickel Leijenhorst, Giovanni Eduard van Gom, Maikel Nieuwenhuis - Ikette: Gaia Aikman, Valerie Curlingford, Chayenne Lont, Tjindjara Metschendorp, Arletta Boland, Aïcha Gill, Dorith Creebsburg, Fatty-Jay Shaw |
| The Sound of Music                                                            | 9 juli 2021, Circus Theater, Scheveningen                          | 13 februari 2022, Theater Orpheus, Apeldoorn                                                    | - Maria Rainer: Nandi van Beurden, Natascha Molly, Lena Stallinga - Kapitein Georg von Trapp: Stefan Rokebrand, Paul Walthaus, Roman van der Werff, Hayo De Kruijf - Liesl von Trapp: Esmee Mardjan, Aimée De Pater, Bridget Looijmans - Moeder Overste: Francis van Broekhuizen, Saskia Schäfer, Fleur Alders, Kilke John - Max Detweiler: William Spaaij, Armand Pol, Hayo De Kruijf - Elsa Schräder: Belinda van der Stoep, Sandra Jonkman, Kilke John - Rolf Grüber: Jimi Hendrikse, Thom Koolen, Kees Nieboer - Butler Franz/ ensemble: Armand Pol - Frau Schmidt/ Zuster Berthe/ ensemble: Saskia Schäfer - Zuster Margaretha/ ensemble: Kilke John - Zuster Sophie/ ensemble: Kim Reizevoort - Zuster Agnes/ Frau Zeller/ ensemble: Eva Berhitu - Zuster Anna/ Frau Elberfeld/ ensemble: Lena Stallinga - Zuster Katharina/ ensemble: Anne-Claire Smorenburg - Zuster Olga/ ensemble: Darcey Roosenboom - Herr Zeller / ensemble: Hayo De Kruijf - Herr Elberfeld / ensemble: Roman van der Werff - Admiraal Von Schreiber/ ensemble: Paul Walthaus |
| Aladdin                                                                       | 26 september 2021, Circustheater, Scheveningen                     | 26 februari 2023, Circustheater, Scheveningen                                                   | - Aladdin: Jonathan Vroege, Calvin Kromheer, Shay Lachman, Davy Reedijk - Jasmine: Keoma Aidhen, Bente Mulan Nanayakkara, Shanna Michelle Slaap, Mickey Vermeer, Rosanne Rebergen - Geest: Stanley Burleson, Juliann Ubbergen, Nigel Brown, Yannick Plugers, Florian Avoux, Rafaël van der Maarel - Jafar: Roberto de Groot, Sander van Voorst tot Voorst, Michael Konings - Sultan: Michel Sorbach, Sander van Voorst tot Voorst, Michael Konings - Iago: Darren van der Lek, Sacha Setubun, Gino Korsèl, Tommie Luyben, Amadeus Williams, Olivier Scheers - Omar: Dave Rijnders, Gino Korsèl, Davy Reedijk, Loek Meijer, Olivier Scheers - Kassim: Jermaine Faber, Nigel Brown, Marnix Lenselink, Amadeus Williams - Babkak: Florian Avoux, Juliann Ubbergen, Yannick Plugers, Rafaël van der Maarel - Prins Abdullah/ensemble: Diego González-Clark, Derick Pieter, Nassim Soussani - Razoul/ensemble: Michael Konings |
| Hij Gelooft in Mij                                                            | 27 februari 2022, Theater Orpheus, Apeldoorn                       | 24 juli 2022, Koninklijk Theater Carré, Amsterdam                                               | - André Hazes: Martijn Fischer, Fabian Jansen - Rachel Hazes-van Galen: Roosmarijn Luyten, Willemien Dijkstra - jonge Rachel: wisselende bezetting - Friedel van Galen: Annick Boer, Ellen Pieters, Dorien van Gent, Willemien Dijkstra - Jan van Galen: Rutger de Bekker, Dick Cohen, Danny Houtkoper - Conny: Dorien van Gent, Judith Boesen, Leanne Lena - Tim Griek: Mark Kraan, Maarten Hopman, Danny Houtkoper - Valkenier, Ben, Joop Hazes, e.a.: Dick Cohen, Sven Blom, Danny Houtkoper - Johnny/ ensemble: Sebastiaan de Bie - Ria Bremer/ Joke/ ensemble: Willemien Dijkstra - Babs/ fan/ ensemble: Sterre Verschoor |
| The Bodyguard                                                                 | 16 april 2023, Beatrix Theater, Utrecht                            | 27 augustus 2023, Beatrix Theater, Utrecht                                                      | - Rachel Marron: Nyassa Alberta, Talita Angwarmasse, Dortih Creebsburg, Melissa Kanza - Frank Farmer: Tarikh Janssen, Jasper Kerkhof, Bart Mijnster - Nikki Marron: Nurlaila Karim, Jeannine La Rose, Noah Blindenburg, Desi van Kessel - Sy Spector: Juneoer Mers, Patrick Martens, Danny Houtkooper, Frank Beurskens - Sam Devaney: Noah Blindenburg, Danny Houtkooper - Tony Scibelli: Dieter Spileers, Bart Mijnster, Jasper Kerkhof - Stalker: Marlon David Henry, Daniël Vissers, Bram Blankestijn, Lorenzo Kolf, Alessandro Pierotti - Ray Court: Steven Roox, Dieter Spileers, Max Indy - Douglas/ensemble: Frank Beurskens - Fletcher: wisselende bezetting - Backing Vocalist: Dortih Creebsburg, Lieke Janssen, Melissa Otten |
| Aida                                                                          | 23 april 2023, Circus Theater, Scheveningen                        | 14 april 2024, Circus Theater, Scheveningen                                                     | - Aida: Gaia Aikman, Talita Angwarmasse, Mickey Vermeer, Tjindjara Metschendorp - Radames: Naidjim Severina, Roman van der Werff, Jermaine Faber - Amneris: April Darby, Natascha Molly, Tjindjara Metschendorp, Sharifa Smith, Bente Mulan Nanayakkara - Zoser: Robin van den Akker, Roman van der Werff, Giovanni Eduard van Gom - Mereb: Qshans Thode, Jermaine Faber, Sergio Nanlohy - Kandake: Joanne Telesford, Sharifa Smith, Tjindjara Metschendorp - Nehebka: Terra Luna Urbach, Noeï Lee, Rochelle Ramos - Farao: Jermaine Faber, Giovanni Eduard van Gom, Sergio Nanlohy |
| Pretty Woman                                                                  | 8 oktober 2023, Beatrix Theater, Utrecht                           | 26 mei 2024, Beatrix Theater, Utrecht                                                           | - Vivian Ward: Shanna Slaap, Anouk Rietveld, Lieke Janssen - Edward Lewis: Jan Kooijman, Charly Luske, Dieter Spileers, Roy van Iersel - Kit De Luca: Dana van der Geer, Anouk Rietveld, Dortih Creebsburg - Happy Man/ Barney Thompson/ Mr Hollister: Mitch Wolterink, Martijn van Voskuijlen, Marcel Visscher - Philip Stuckey: Reinier Demeijer, Marcel Visscher, Niek van der Deijl - Giulio/ Ensemble: Jimi Hendrikse, Niek van der Deijl, Derick Pieter - David Morse/ Ensemble: Roy van Iersel, Davy Reedijk - Alfredo/ Ensemble: Victor Marinus, Roy van Iersel, Marcel Visscher - Violetta/ Ensemble: Froukje Zuidema, Darcey Roosenboom - Scarlett/ Ensemble: Anouk Rietveld, Darcey Roosenboom, Isabelle Vedder - Digby/ Ensemble: Martijn van Voskuijlen, Davy Reedijk - Six Strings/ Ensemble: Dieter Spileers, Niek van der Deijl |
| Frozen                                                                        | 9 juni 2024, Circus Theater, Scheveningen                          | open eind productie, Circus Theater, Scheveningen                                               | - Elsa: Vajèn van den Bosch, Bente Mulan Nanayakkara, Mireille Bolier, Dana van der Geer, Valerie Gwyneth Lai - Anna: Nienke Latten, Sanne den Besten, Dana van der Geer, Lynn Mancel - Kristoff: Naidjim Severina, Michael Konings, Martijn Van Voskuijlen - Olaf: Steven Roox, Jermaine Faber, Frank Beurskens - Hans: Tristan van der Lingen, Jannes Matthee, Olivier Feikens - Sven: Mathijs Pater, Nicholas Allan Li, Mikayla Jade, Thom Koolen - Graaf van Wesselland: Jorge Verkroost, Frank Beurskens, Arjen Kimenai - Eik van Houten/ Bisschop/ Ensemble: Martijn Van Voskuijlen, Robin van den Akker, Arjen Kimenai - Pabbie/ Ensemble: Michael Konings, Pim Vergeldt, Cas Reijnen - Bulda/ Ensemble: Kimberly Thompson, Alanis Kayleigh Blom, Liesanne van Dongen - Koning Agnarr/ Ensemble: Jermaine Faber, Robin van den Akker, Jannes Matthee - Koningin Iduna/ Ensemble: Lynn Mancel, Kelly van den Boogaard, Alanis Kayleigh Blom |
| Moulin Rouge! De Musical                                                      | 19 september 2024 , Beatrix Theater, Utrecht                       | open eind produktie, Beatrix Theater, Utrecht                                                   | - Satine: Keoma Aidhen, Tessa-Sunniva van Tol, April Darby, Chayenne Lont, Tjindjara Metschendorp, Shanna Slaap - Christian: Martijn Noort, Brecht van Arnhem, Owen Playfair - Harold Zidler: Carlo Boszhard, Wim Van Den Driessche, Kelvin Wormgoor, Marlon David Henry, Robbert van den Bergh - De Hertog van Monroth (André D'Harcourt Benichou, de Hertog van Monrath): Nino Ruiter, Brecht van Arnhem, Kelvin Wormgoor - Toulouse-Lautrec (Henri Marie Raymond deToulouse-Lautrec-Monfa): Giovanni van Gom, Owen Playfair, Marlon David Henry, Jermaine Faber - Santiago (Santiago Diego Romero Ruiz): Alex Snova, Nicola Trazzi, Sandro Mazzuferi, Andrea Spata - Nini: Rosanne Rebergen, Nathalie Chaves, Jessy Cuello - La Chocolat: Fatty-Jay Shaw, Desi van Kessel, Jamie Dors - Arabia: Tjindjara Metschendorp, Desi van Kessel, Jessy Cuello, Noeï Lee - Baby Doll: Baptiste Vuylsteke, Nassim Soussani, Elsa Dobrynina-Becks |

* Oorspronkelijk een productie van Albert Verlinde Entertainment, maar na de fusie tussen de bedrijven van Joop van den Ende en Albert Verlinde zijn deze producties onderdeel geworden van de catalogus van Stage Entertainment Nederland.

### Toneel
| Seizoen(en) | Titel (eventuele oorspronkelijke titel)                                                                            | Acteurs |
| ----------- | --- | --- |
| 1971-1972   | Twee op de Wip (Two for the Seesaw )                                                                               | Willeke Alberti, Jeroen Krabbé/ John Leddy |
| 1973-1974   | Slippers (Relatively Speaking)                                                                                     | Mary Dresselhuys, Guus Hermus, Willeke Alberti, Jeroen Krabbé |
| 1975-1976   | Privé voor twee (Private Lives)                                                                                    | Pleuni Touw, Jeroen Krabbé, Edda Barends, Hein Boele, Suze Broks |
| 1975-1976   | Een Vuile Egoïst (Un Sale Egoïste)                                                                                 | Guus Hermus, Ko van Dijk, Paul van Gorcum, Georgette Hagedoorn, Bep Dekker, Ad Hoeymans, Leontien Ceulemans |
| 1975-1976   | Cyrano de Bergerac                                                                                                 | Guus Hermus, Lies Franken, Ko van Dijk, Jeroen Krabbé, Bram van der Vlugt, Rutger Hauer, Ellen de Thouars, Wim van den Brink, Rudi Falkenhagen, Bep Dekker, Paul Brandenburg, Bram Biesterveld, Ad Frigge, Guus Hoes, Ad Hoeymans, Wim Hogenkamp, Michiel Kerbosch, Frans Kokshoorn, Hans Leendertse, Con Meijer, Joop van de Donk, Joke van den Berg, Bob van Tol, Annemieke van der Meulen, Bep Westerduin |
| 1975-1976   | De Mandarijnenkamer (La Chambre à Manderine)                                                                       | Mary Dresselhuys, Pleuni Touw, Jeroen Krabbé, Coen Flink, Edda Barends, Hein Boele |
| 1976-1977   | Spelenderwijs (Virgule)                                                                                            | Mary Dresselhuys, Guus Hermus, Henk van Ulsen, Carola Gijsbers van Wijk |
| 1976        | Pygmalion (Pygmalion) - Tv Film (KRO)                                                                              | - Eliza Doolittle: Willeke Alberti - Alfred Doolittle: Ko van Dijk - Professor Henry Higgins: Coen Flink - Mevrouw Higgins: Mary Dresselhuys - Kolonel Pickering: Allard van der Scheer - Mevrouw Eynsford Hill: Yoka Berretty - Clara Eynsford Hill: Margreet Heemskerk - George Eynsford Hill: Ad Fernhout - Mevrouw Pearce: Lies de Wind - Kamermeisje: Anne van Weerde |
| 1976-1977   | Liefde half om half (How the other half Loves)                                                                     | Ko van Dijk, Jeroen Krabbé, Pleuni Touw, Arnold Gelderman, Edda Barends, Lies Franken |
| 1977-1978   | De Stoeipoes (The Owl and the Pussycat)                                                                            | Pleuni Touw, Hugo Metsers |
| 1977-1978   | Moordspel (Sleuth)                                                                                                 | Guus Hermus, Jeroen Krabbé, Pierre Verbeeke, John Edler, Aart Reiss |
| 1977-1978   | Mijn held Tsjitsjikow                                                                                              | Henk van Ulsen |
| 1977-1978   | Herfst in Riga (Old World)                                                                                         | Ko van Dijk, Mary Dresselhuys, Ina van Faassen, Renée Soutendijk, Manfred de Graaf, Paul van Gorcum, Frans Kokshoorn, Suze Broks, Erik Koningsberger |
| 1978-1979   | Een dag uit de dood van verdomde Lowietje (A day in the Death of Joe Egg)                                          | Anne Wil Blankers, Jeroen Krabbé, Carola Gijsbers van Wijk, Bram van der Vlugt, Lies de Wind, Niki Spengler |
| 1978-1979   | Lipstick | Pleuni Touw, Hugo Metsers, Jules Royaards, Steye van Brandenberg |
| 1978-1979   | Céline (Céline) | Mary Dresselhuys, Jo De Meyere, Mart Gevers, Hein Boele, Liesbeth Struppert |
| 1979-1980   | Gekke Mensen? (Absurd Person Singular)                                                                             | Pleuni Touw, Hugo Metsers, Ronny Bierman, Jules Royaards, Gerard Cox, Carola Gijsbers van Wijk, Wim de Meijer |
| 1979-1980   | Wolken (Clouds) | Linda van Dyck, Jeroen Krabbé, Donald Jones, Rudi Falkenhagen, Pim Vosmaer |
| 1980-1981   | Wie is Wie? (World War 2 ½)                                                                                        | Pleuni Touw, Hugo Metsers |
| 1980-1981   | Dikke Vrienden (The Starving Rich)                                                                                 | Piet Bambergen, René van Vooren, Joop Doderer, Brûni Heinke, Paul van Gorcum, Elsa Leoni |
| 1980-1981   | Gouden Vijver (On Golden Pond)                                                                                     | Mary Dresselhuys, Jan Retèl, Manfred de Graaf, Rudi Falkenhagen, Carola Gijsbers van Wijk, Evert Stuiver |
| 1981-1982   | Harold & Maude (Harold & Maude)                                                                                    | Mary Dresselhuys, Huub Stapel, Ina van Faassen, Manfred de Graaf, Renée Soutendijk/Saskia ten Batenburg, Paul van Gorcum |
| 1983-1984   | Stille Nacht (Josef and Maria)                                                                                     | Mary Dresselhuys, Jan Retèl |
| 1984-1985   | De Sprong (Eve) | Mary Dresselhuys, Ramses Shaffy, Jules Hamel, Steye van Brandenberg. Magali de Fremery |
| 1985-1986   | Leocadia (Leocadia)                                                                                                | Mary Dresselhuys, Henk van Ulsen, Huub Stapel, Manouk van der Meulen, Serge-Henri Valcke, Jaap Hoogstra, Jaap Maarleveld, Fer Conrad |
| 1986-1988   | Een Bijzonder Prettig Vergezicht                                                                                   | Mary Dresselhuys, Petra Laseur/ Henriëtte Tol, Leen Jongewaard/ Ben Hulsman |
| 1987-1988   | Mijn Zuster en Ik                                                                                                  | Josephine van Gasteren, Sacco van der Made, Rob Fruithof, Ellen Röhrman, Marijke Veugelers |
| 1988-1989   | Een gelukkige hand (The Gin Game)                                                                                  | Mary Dresselhuys, Ton Lensink |
| 1988-1989   | De Verbroken Code (Breaking the Code)                                                                              | Willem Nijholt, Diana Dobbelman, Anita Menist, Kees Coolen, Joep Onderdelinden, Vastert van Aardenne, Michaël van Buuren |
| 1989-1990   | Cocktailuur (The Cocktail Hour)                                                                                    | Mary Dresselhuys, Ton Lensink, Ramses Shaffy, Marlous Fluitsma |
| 1990-1991   | Harold & Maude (Harold & Maude)                                                                                    | Mary Dresselhuys, Dirk Zeelenberg, Edmond Classen, Sacco van der Made, Jules Hamel, Anne-Mieke Ruyten, Henriëtte Tol |
| 1990-1991   | Moordspel (Sleuth)                                                                                                 | Huub Stapel, Ton Lensink, John van der Heyde, Henri Luycx, Antoine Verschuure |
| 1991-1992   | Partnerkuil | Kees Coolen, Frederik de Groot, Marijke Merckens, Ellis van den Brink |
| 1991-1992   | Cabaret Pappenheim: Winnetou's Testament                                                                           | Peter Lusse, Mylène d'Anjou, Bas Odijk |
| 1991-1993   | Hoog Tijd (About Time)                                                                                             | Mary Dresselhuys, John Kraaijkamp sr. |
| 1992-1995   | Kink in de Kabel (Run for your Wife)                                                                               | John Lanting, Diana Dobbelman, Niek Pancras, Flip Heeneman, Paul van Soest, Herman Zumpolle, Marja Lieuwen |
| 1992-1993   | Puzzels (Jigsaws)                                                                                                  | Henriëtte Tol, Marijke Veugelers, Mary-Lou van Steenis, Frédérique Huydts, Elly Weller |
| 1993-1994   | Koningin Moeder (Regina Madre)                                                                                     | Mary Dresselhuys, Carol van Herwijnen |
| 1993-1995   | The Sunshine Boys                                                                                                  | John Kraaijkamp sr., Eric van der Donk, Johnny Kraaijkamp jr., Annick Boer, Martha Kensmil, Robert van Leeuwen |
| 1993-1994   | Duet (Duet for One)                                                                                                | Linda van Dyck, Harry van Rijthoven |
| 1994-1995   | Japon over het Balkon (Not now, Darling)                                                                           | John Lanting, Joost Buitenweg, Margreet Heemskerk, Guido Jonckers, Coby Timp, Maaike Schuurmans, Marja Lieuwen, Linda de Wolf, Flip Heeneman, Niek Pancras |
| 1995-1996   | Torch Song Trilogy                                                                                                 | Paul de Leeuw, Antonie Kamerling, Pleuni Touw, Gerrie van der Klei, Hugo Haenen, Esther Roord & Thomas de Bres |
| 1995-1996   | Jubileumhotel (Two into One)                                                                                       | John Lanting, Margreet Heemskerk, Guido Jonckers, Niek Pancras, Flip Heeneman, Marja Lieuwen, Soraya Rademaker, Paola Verbij, Stan Ras |
| 1996-1998   | Schakels | John Kraaijkamp sr., Ryan van den Akker, Anne-Mieke Ruyten, Hugo Metsers, Henriëtte Tol, Bram Bart, Wilbert Gieske, Bea Meulman, Ine Kuhr, Huib Rooymans, Edmond Classen, Wim van den Heuvel, Ad Fernhout, Wibbien van Vliet, Jeroen Nagel, Jeroen Retterath, Dorine Niezing |
| 1997        | Toneelmemoires | Mary Dresselhuys & Paul Haenen |
| 1998-1999   | En nu wij! | Willem Nijholt, Gerrie van der Klei |
| 1999-2000   | Het Zakkendiner (Le Dîner de Cons)                                                                                 | Peter Lusse, Carol van Herwijnen, Ine Kuhr, Filip Bolluyt, Jon van Eerd, Esther Roord, Alex Mous |
| 1999-2000   | Op bezoek bij meneer Green (Visiting Mr. Green)                                                                    | John Kraaijkamp sr., Dirk Zeelenberg/ Jasper Boeke |
| 2000-2001   | Mussen & Zwanen; Eten en Dansen                                                                                    | Frédérique Huydts, Eric Corton, Hymke de Vries, Hans Breetveld |
| 2000-2001   | Verzameld Werk (Collected Stories)                                                                                 | Ellen Vogel, Roos Ouwehand |
| 2000-2001   | The Mousetrap (in samenwerking met Melody Musical Productions)                                                     | Rick Engelkes/ Bram Bart, Elle van Rijn, Isa Hoes/ Catalijn Willemsen, Victor Reinier, Ella Snoep, Ronald Top, Istvan Hitzelberger, Rutger Le Poole, Michiel Kerbosch |
| 2001-2002   | Mussen & Zwanen; Midzomerstrandkomedie                                                                             | Frédérique Huydts, Eric Corton, Hymke de Vries, Hans Breetveld |
| 2001-2002   | De Huisbewaarder (The Caretaker)                                                                                   | John Kraaijkamp sr., Geert Jan Romeijn, Mark Ram |
| 2002-2003   | Lied in de Schemering                                                                                              | Willem Nijholt, Pleuni Touw, Anne Wil Blankers, David Goddyn, Marijn Brouwers |
| 2002-2003   | Requiem voor een Zwaargewicht (Requiem for a Heavyweight)                                                          | Victor Löw, Jappe Claes, Susan Visser, Hugo Metsers, Johan Ooms, Harry van Rijthoven, Mike Reus, Lieneke le Roux, Kenneth Herdigein, Dennis de Getrouwe |
| 2002-2003   | Momenten van Geluk (Time of My Life)                                                                               | Pleuni Touw, Rik Van Uffelen, Vera Mann, Jasper Boeke, Angela Schijf, Mark Ram, Ad Knippels |
| 2003-2004   | Vogels | Anne Wil Blankers, Hymke de Vries, Jules Hamel, Hans Breetveld, Nienke Römer |
| 2003        | Gouwe Handjes | John Kraaijkamp sr., Henriëtte Tol, Rick Nicolet, Edda Barends, Marian Mudder, Irma Hartog |
| 2003-2004   | De vrouw die haar man opvrat (The Woman Who Cooked Her Husband)                                                    | Willem Nijholt, Trudy Labij, Hymke de Vries |
| 2003-2004   | Glazen Speelgoed (The Glass Menagerie)                                                                             | Anne Wil Blankers, Angela Schijf/ Astrid van Eck, Victor Löw, Marcel Hensema |
| 2003-2004   | Het Bewijs (Proof)                                                                                                 | Carice van Houten, Jules Hamel, Sandra Mattie, Joost Claes |
| 2004-2005   | The Price (The Price)                                                                                              | John Kraaijkamp sr., Victor Löw, Hans Ligtvoet, Edda Barends |
| 2004-2005   | The Odd Couple (The Odd Coule)                                                                                     | Peter Lusse, Cees Geel, Annick Boer, Rian Gerritsen, Herman Bolten, Victor Bottenbley, Bas Heerkens |
| 2004-2005   | Hemelen | Irma Hartog, Johnny Kraaijkamp jr., Carol van Herwijnen, Bea Meulman |
| 2005-2006   | De Barones | Kitty Courbois, Rick Nicolet, Georgina Verbaan, Carol van Herwijnen, Hugo Haenen, Hylke van Sprundel |
| 2006        | One Flew Over The Cuckoo's Nest (One Flew Over The Cuckoo's Nest)                                                  | Victor Löw, Simone Kleinsma, Bert André, Vincent Croiset, Bram van der Vlugt, Marguerite de Brauw, Felix Burleson, Dennis de Getrouwe, Theo Pont, René van Asten, Kees Boot, Paul Hoes, Peter van Bokhorst |
| 2006-2007   | Vaders! | Piet Römer, Nienke Römer, René van Zinnicq Bergman, Hymke de Vries |
| 2007        | ToneelMeesters; 3 Zusters                                                                                          | Xander van Vledder, Laura Mentink, Anne Lamsvelt, Lien de Graeve, Tanya Zabarylo, Justus van Dillen, Jeroen Gunning, Sadettin Kırmızıyüz, Tim Zweije, Ian Bok, Tjeerd Gerritsen, Joris Maussen, Boy Ooteman, Lottie de Bruijn |
| 2007-2008   | Zes danslessen in zes weken (Six Dance Lessens In Six Weeks)                                                       | Peter Lusse, Trudy Labij |
| 2008        | ToneelMeesters; Moeder Courage (Mutter Courage und ihre Kinder)                                                    | Anne Wil Blankers, Saar Van Den Berghe, Vincent Croiset, Kees Boot, Paul Hoes, Frédérique Sluyterman van Loo, Mark Rietman, Frits Lambrechts, René van Asten, Theo Pont |
| 2008-2009   | Boeing Boeing | Jon van Eerd, Lone van Roosendaal, Wilbert Gieske, Camilla Siegertsz, Dominique van Vliet, Irene Kuiper |
| 2014-2015   | War Horse (i.s.m. Stichting Theateralliantie, Koninklijk Theater Carré, VandenEnde Foundation en Holland Festival) | - Matthew Groves: Bertram van Alphen - Rose Narracott: Annick Boer, Sarah Vink, Miriam Venema - Arthur Narracott/ Sergeant Thunder: Filip Bolluyt, Sijtze van der Meer, Simon Ziers - Albert Narracott: Kay Greidanus, Soy Kroon, Simon Heijmans - Billy Narracott: Simon Heijmans, Bart van Veldhoven, Soy Kroon - Ted Narracott: Bas Keijzer, Simon Zwiers, Sijtze van der Meer - Kapitein Friedrich Müller: Jochum ten Haaf, Wouter van Oord, Hylke van Sprundel - Songman: Remco Sietsema, Bertram van Alphen, PieterJan Cramer van den Bogaart - Boy: Soy Kroon - John Greig/ Arts-Officier Martin: Sijtze van der Meer - Kapitein Charles Stewart: Lykele Muus, Marijn Klaver, Diederik Rep - Allan/ Soldaat Klausen: Wouter van Oord, Diederik Rep, Marijn Klaver, Hylke van Sprundel - Veilingmeester Carter/ Manfred: Raymond Paardekooper - Emilie: Claire Schuyffel, Chloé Leenheer, Mirtele Snabilie - Annie Gilbert: Mirtele Snabilie - Soldaat David Taylor: Sjoerd Spruijt, Marijn Klaver, Bart van Veldhoven - Luitenant James Nicholls/ Dokter Schweyk/ Paddy: Hylke van Sprundel, Sijtze van der Meer, Lykele Muus - Hoofdverpleegster Callaghan: Miriam Venema - Paulette: Sarah Vink - Thomas Bone/ Soldaat Schnabbel/ Sergeant Fine: Simon Ziers - puppeteers: Joey /Topthorn/ Coco/ Heine/ De Gans: Lars van Sermond, Kick Spijkerman, Marianne Kloeze, Willem-Jan Stouthart, Dennis de Groot, Hein Gerrits, Diego González-Clark, Lars Mak, Vincent Pelupessy, Christiaan Koetsier, Mark Haayema, Benito Cummingsborg, Arthur Gerards, Gijs Stallinga, Frank Beurskens |

### Shows
| Seizoen(en)        | Titel                                                             | Uitvoerende(n) |
| ------------------ | ----------------------------------------------------------------- | --- |
| eind jaren 60      | De Fabeltjeskrant (poppentheater)                                 | Frans van Dusschoten, Jeanette Magé, Willy Durant, Niek van Ees, Hans van Tol, Rob van de Meeberg |
| 1969-1971          | 'n Lach in de Ruimte                                              | André van Duin, Frans van Dusschoten, Ria Valk, Gino & Gina Manelli, Gino & Francesco, Nicole, Joop van den Ende |
| 1971-1972          | De Rita Corita Show                                               | Rita Corita, Tonny Leerink, Ronnie Tober, Alice Williams, Coen Ooms (Coen Corita) |
| 1971-1972          | Kijktaarna                                                        | Adèle Bloemendaal, Leen Jongewaard, Kika Mol & Rob van de Meeberg |
| 1972               | Tête âTed                                                         | Ted de Braak, Mieke Bos & Leen Jongewaard |
| 1972-1973          | Blij Blijven                                                      | André van Duin, Frans van Dusschoten, Conny Vink, Ben & Gizella Bakker (Duo El Mondo) |
| 1973-1974          | De Nieuwe Nederlandse Revue - Dag Dag Heerlijke Lach              | André van Duin, Frans van Dusschoten, Carry Tefsen, Nicole en Hugo, The Robert Kaesen Dancers. Aanvullende artiesten televisieregistratie: Corrie van Gorp, Willeke Alberti, Ria Valk, Conny Vink, Imca Marina, Ben Cramer & Donald Jones.               |
| 1974-1975          | De Nieuwe Nederlandse Revue; André van Duin's Pretmachine         | André van Duin, Frans van Dusschoten, Corrie van Gorp, Donald Jones, The Robert Kaesen Dancers |
| 1975               | Mounties Maximaal                                                 | Piet Bambergen, René van Vooren, Janneke Lichte, Bob van Leeuwen, Peggy en Donald |
| 1975-1976          | André van Duin's Lachcarrousel                                    | André van Duin, Frans van Dusschoten, Willeke Alberti, Donald Jones, Trio Los Elegres, The Robert Kaesen Dancers |
| 1976-1978          | De Nieuwe André van Duin Revue; Lach om het Leven                 | André van Duin, Frans van Dusschoten/ Frans Kokshoorn, Corrie van Gorp, Donald Jones, Conny Vandenbos, Diana Floodgate, The Robert Kaesen Dancers |
| 1977-1978          | Niemand Weet, Niemand Weet Dat Ik Repelsteeltje Heet              | Gerard Cox, Hanny Vree, Simone Kleinsma, Leoni Jansen, Hannah de Leeuwe |
| 1977-1978          | Nieuwe Bezems                                                     | Sieto Hoving, Marijke Hoving, Cisca Beuadoux |
| 1978-1979          | De André van Duin Revue; Speciaal Voor U                          | André van Duin, Frans van Dusschoten, Corrie van Gorp |
| 1978-1979          | De Mounties Revue: Hoe Maller Hoe Mooier                          | Piet Bambergen, René van Vooren, Joke Bruijs, Jaap Stobbe, Donald Jones, Diana Floodgate, The Robert Kaesen Dancers |
| 1978-1979          | De Steilewandrace                                                 | Gerard Cox, Simone Kleinsma |
| 1979-1980          | De Nieuwe Kabaret-Revue 'Lach Menu'                               | Ted de Braak, Joke Bruijs, Karel de Rooij (Mini) & Peter de Jong (Maxi) |
| 1980-1982          | Circus Bassie & Adriaan/ Joop van den Ende's Nationaal Showcircus | Bassie en Adriaan, André Hazes (1982) |
| 1980-1981          | De André van Duin Show                                            | André van Duin, Frans van Dusschoten, Corrie van Gorp |
| 1983-1984          | Tele Theater Show                                                 | André van Duin, Frans van Dusschoten, Corrie van Gorp, Hans Leendertse, The Barrie Stevens Dancers |
| 1984-1985          | 20 Jaar André: Een Reis om de Wereld in 180 minuten               | André van Duin, Frans van Dusschoten, Corrie van Gorp, Hans Otjes, The Barrie Stevens Dancers |
| 1987-1989          | André van Duin Revue; 100 Jaar Carré                              | André van Duin, Frans van Dusschoten, Simone Kleinsma, Hans Otjes, The Brian Rogers Dancers |
| 1990-1991          | De Nieuwe André van Duin Revue (Pretfabriek)                      | André van Duin, Frans van Dusschoten/ René van Vooren, Marjolein Sligte, Suzanne Venneker, Dick Cohen, The Dougie Squires Dancers (waaronder Wendy van Dijk)                                                                                             |
| 1991-1993          | De Nieuwe André van Duin Revue; Tijd voor Theater                 | André van Duin, Frans van Dusschoten, Suzanne Venneker, Dick Cohen, Hans Klok & Sittah, The Brian Rogers Dancers (waaronder Corine Boon) |
| 1992-1993          | Simone & Friends                                                  | Simone Kleinsma & Stanley Burleson, Perry Dossett, Yolanda Germain, Xandra van Saarloos |
| 1992               | The Roland Tour                                                   | Jan Rietman & band |
| 1992-1993          | Ik heb je lief! One Man Show                                      | Toon Hermans |
| 1992-1993          | Schoudervulling                                                   | Peter Lusse, Paola Verbij, André Breedland en Martin Waddington |
| 1994-1995          | Gerard Joling in Concert                                          | Gerard Joling. Met medewerking van Hans Klok |
| 1995               | 1e Theatertournee Ruth Jacott                                     | Ruth Jacott |
| 1996-1997          | Hoera we zijn normaal                                             | Simone Kleinsma, Anne-Mieke Ruyten, Serge-Henri Valcke, Marjol Flore, Marc Krone, Bas Groenenberg |
| 1996               | 2e Theatertournee Ruth Jacott: Ruth Jacott in Concert             | Ruth Jacott |
| 1996-1997          | Theatertour Rob de Nijs: 'Jubileumtour'                           | Rob de Nijs |
| 1997-1998          | Adèles Comeback Nr. 1                                             | Adèle Bloemendaal |
| 1997-1998          | Theatertour Rob de Nijs: 'Over Leven'                             | Rob de Nijs |
| 1998-1999          | 3e Theatertournee Ruth Jacott: 'Altijd Dichtbij'                  | Ruth Jacott |
| 1999               | Theatertour Rob de Nijs: 'Liever Lijf'                            | Rob de Nijs |
| 2000-2001          | Circle of Life                                                    | Pieter van Vollenhoven, Louis van Dijk, Selma van Dijk & Koos Mark Big Band |
| 2002-2003          | Fosse zang- & dansshow                                            | Solisten: Simone Kleinsma, Stanley Burleson & Pia Douwes |
| 2004-2005          | André van Duin Jubileumshow                                       | André van Duin, Ron Brandsteder/ Bert Kuizenga en Joke Bruijs |
| 2004-2005          | Danny de Munk Live!                                               | Danny de Munk, Casey Francisco, Nurlaila Karim & Sandy Kandau |
| 2005-2006          | Sesamstraat Live; Iedereen maakt Muziek                           | afwisselend Antje Monteiro en Irene Moors |
| 2006 (15 februari) | Liza Minnelli (eenmalig concert in het Circustheater)             | Liza Minnelli |
| 2006-2007          | Blue Man Group                                                    | Blue Man Group |
| 2006               | De Nieuwe André van Duin Show                                     | André van Duin, Ron Brandsteder en Joke Bruijs |
| 2006-2007          | Bastiaan Ragas and Band                                           | Bastiaan Ragas |
| 2007 (18 januari)  | Petula Clark (eenmalig concert in het Circustheater)              | Petula Clark |
| 2007               | Aan het einde van de Regenboog (End of the Rainbow)               | Simone Kleinsma als Judy Garland, Paul de Leeuw als Anthony, Kees Boot als Mickey |
| 2007               | Ch!pz: Past Present Future                                        | Ch!pz: Rachel van den Hoogen (Rach-L), Cilla Niekoop (C!lla), Peter Rost (Peter) & Kevin Hellenbrand (Kev!n) |
| 2007 (25 juni)     | Danny de Munk Live in Ahoy'                                       | Danny de Munk, Casey Francisco, Nurlaila Karim, Sandy Kandau, Lee Towers, Stanley Burleson en Tony Neef |
| 2007, 2009-2010    | Simone Kleinsma: Songs from the heart                             | Simone Kleinsma, Joost de Jong & Daan Wijnands |
| 2007-2008          | André van Duin's Nieuwe Revue                                     | André van Duin, Ron Brandsteder & Ferry de Groot |
| 2007-2010          | Posi-tien                                                         | Tineke Schouten |
| 2008               | Hans Klok and The Beauty Of Magic                                 | Hans Klok |
| 2010-2012          | L.O.L. Inclusive                                                  | Tineke Schouten |
| 2010-2011          | Simone Kleinsma: Songbook                                         | Simone Kleinsma, Rolf Koster & Gino Emnes |
| 2011-2012          | André van Duin Nieuwe Theatershow: Ja hoor... daar is ie weer!    | André van Duin, Ron Brandsteder & Anne-Marie Jung |
| 2013               | Holland Zingt Hazes 2013                                          | Jeroen van der Boom, André Hazes jr., Roxeanne Hazes, André van Duin, Willeke Alberti, Xander de Buisonjé, Ben Saunders, Trijntje Oosterhuis, Glennis Grace, Leona Philippo, Berget Lewis, Peter Beense, Jason Bouman, Chantal Janzen en Martijn Fischer |
| 2014               | Holland Zingt Hazes 2014                                          | Jeroen van der Boom, André Hazes jr., Roxeanne Hazes, Simone Kleinsma, Anita Meyer, Xander de Buisonjé, Peter Beense, Danny de Munk, Karin Bloemen, Sharon Doorson, Quincy Schelvis en Leona Philippo                                                    |
| 2015               | Holland Zingt Hazes 2015                                          | Jeroen van der Boom, André Hazes jr., Roxeanne Hazes, Anita Meyer, Xander de Buisonjé, Jamai Loman, Peter Beense, Danny de Munk, Martijn Fischer, Ruth Jacott en Waylon                                                                                  |
| 2015               | Spelen met Klei                                                   | Gerrie van der Klei, Jeske van de Staak en Yoran de Bont |
| 2015               | The Christmas Show (26 & 27 december)                             | onder anderen Nicolette van Dam, Ron Brandsteder, Jamai Loman, Edsilia Rombley, Rosa van der Vijver (de Zandprinses), ZO! Gospel Choir, Justen Beer |
| 2016               | Simone!                                                           | Simone Kleinsma & Bernd van den Bos (pianist)/ Cor Bakker (zomer 2016) |
| 2016               | Holland Zingt Hazes 2016                                          | Jeroen van der Boom, André Hazes jr., Roxeanne Hazes, Peter Beense, Xander de Buisonjé, Glennis Grace, Danny de Munk, Sjors van der Panne, Lange Frans (Frans Frederiks), Maan de Steenwinkel en Jamai Loman                                             |